# Énergie en Allemagne
Le secteur de l’énergie en Allemagne est l’un des plus importants au monde : il est en particulier 3e importateur net de gaz naturel, 6e importateur net de pétrole, 6e importateur net de charbon/lignite ; 3e producteur de lignite, 14e producteur de charbon/lignite, 10e producteur d'électricité, 10e producteur d'électricité à base de charbon et lignite en 2023. La production d'électricité à partir des énergies renouvelables (EnR) lui confère une place particulièrement éminente : il est le 3e producteur mondial d'électricité renouvelable hors hydroélectricité, et occupe le 3e rang pour l'éolien, le 4e rang pour la biomasse ainsi que le 5e rang pour le solaire.
C'est aussi l'un des plus gros émetteurs de gaz à effet de serre en lien avec l'énergie, au huitième rang mondial en 2022 avec 1,6 % des émissions mondiales pour 1,05 % de la population mondiale. Ses émissions de CO2 liées à l'énergie par habitant sont 70 % au-dessus de la moyenne mondiale et 77 % au-dessus de celles de la France.
La consommation d'énergie primaire par habitant de l'Allemagne se situe 80 % au-dessus de la moyenne mondiale en 2023, 2,4 % au-dessus de celle de la France, mais 50,6 % au-dessous de celle des États-Unis.
L'Allemagne reste très marquée par sa culture charbonnière : le charbon a été la base de la formidable ascension de l'industrie allemande au XIXe siècle, et reste une des composantes fondamentales de son approvisionnement énergétique (charbon et lignite : 17,6 % de l'énergie primaire consommée en 2023 ; 22,7 % en 2010). L'objectif affiché est cependant de se passer de cette énergie fossile d'ici 2038. L'industrie charbonnière pèse encore très lourd du point de vue de l'emploi et de l'influence politique : le Land de Rhénanie-du-Nord-Westphalie, le plus peuplé (23 % de la population allemande) et le plus fort contributeur au PIB (22 %), est le plus charbonnier avec les mines de lignite et de charbon du bassin de la Ruhr. L'Allemagne est le troisième producteur mondial de lignite, utilisé pour produire 17 % de son électricité en 2023 (23,0 % en 2010) ; cette production d'électricité à base de lignite est passée de 146 TWh en 2010 à 161 TWh en 2013, niveau record depuis 1990, lorsque les centrales de l'ex-RDA tournaient à plein régime ; depuis, elle est redescendue à 87,5 TWh en 2023. Un signe flagrant de la persistance de cette culture charbonnière est l'utilisation fréquente dans les statistiques allemandes de l'unité « tec » (tonne équivalent charbon, en allemand : SKE, Steinkohleeinheit) au lieu de la « tep » (tonne équivalent pétrole) utilisée dans les statistiques mondiales. Les émissions de CO2 des centrales au lignite sont très élevées : 980 à 1 230 gCO2/kWh, contre 410 à 430 gCO2/kWh pour les centrales à cycle combiné gaz par exemple.
Depuis le début du XXIe siècle, le pays développe rapidement les énergies renouvelables (EnR), notamment électriques, mais la prépondérance des énergies fossiles dans l'offre d'énergie primaire reste en 2020 toujours la norme : 16,5 % de la demande est couverte par des sources renouvelables (9,9 % en 2010), contre 76,4 % par des sources fossiles (78,0 % en 2010). Dans le secteur électrique, 52 % de la production provient d'EnR en 2023, dont 26,8 % d'éolien, 11,9 % de solaire, 8,5 % de biomasse et 3,8 % d'hydroélectricité.
Le nucléaire ne contribuait qu'à hauteur de 10,8 % d'énergie primaire en 2010, et cette part a fortement baissé en 2011 : 8,7 % à la suite des fermetures de centrales post-Fukushima ; elle n'est plus que de 5,9 % en 2020 (6,5 % de la production d'électricité en 2022) et est tombée à zéro après le fermeture des derniers réacteurs en avril 2023.
L'électricité représentait seulement 19,6 % de la consommation finale d'énergie totale en Allemagne en 2022 et la chaleur de réseau 4,2 %.
Une autre particularité allemande est l'ampleur de l'intervention des collectivités locales dans le secteur énergétique : Länder et communes, en particulier sous la forme des Stadtwerke (littéralement « ateliers municipaux »), qui sont l'équivalent des régies municipales françaises, mais avec des domaines d'activité beaucoup plus larges : distribution de l'eau, de l'électricité et du gaz, collecte et traitement des déchets, chauffage urbain, transports urbains, etc. Les grandes villes affichent des objectifs de politique énergétique globale avec souvent une volonté d'autonomie poussée.

## Vue d'ensemble
| Évolution des principaux indicateurs de l'énergie en Allemagne | Évolution des principaux indicateurs de l'énergie en Allemagne | Évolution des principaux indicateurs de l'énergie en Allemagne | Évolution des principaux indicateurs de l'énergie en Allemagne | Évolution des principaux indicateurs de l'énergie en Allemagne | Évolution des principaux indicateurs de l'énergie en Allemagne | Évolution des principaux indicateurs de l'énergie en Allemagne |
| -------------------------------------------------------------- | -------------------------------------------------------------- | -------------------------------------------------------------- | -------------------------------------------------------------- | -------------------------------------------------------------- | -------------------------------------------------------------- | -------------------------------------------------------------- |
|                                                                | Population                                                     | Consom. énergie primaire                                       | Production                                                     | Import. nette                                                  | Consom. électricité                                            | Émissions de GES*                                              |
| Année                                                          | Millions                                                       | PJ                                                             | PJ                                                             | PJ                                                             | TWh                                                            | Mt CO2éq                                                       |
| 1990                                                           | 79,4                                                           | 14 706                                                         | 7 794                                                          | 7 004                                                          | 527,4                                                          | 956                                                            |
| 2000                                                           | 82,2                                                           | 14 093                                                         | 5 662                                                          | 8 611                                                          | 545,5                                                          | 831                                                            |
| 2010                                                           | 81,8                                                           | 13 798                                                         | 5 509                                                          | 8 562                                                          | 594,2                                                          | 777                                                            |
| 2011                                                           | 80,3                                                           | 13 081                                                         | 5 228                                                          | 8 367                                                          | 584,6                                                          | 748                                                            |
| 2012                                                           | 80,4                                                           | 13 178                                                         | 5 277                                                          | 8 356                                                          | 583,2                                                          | 762                                                            |
| 2013                                                           | 80,6                                                           | 13 459                                                         | 5 171                                                          | 8 699                                                          | 582,0                                                          | 778                                                            |
| 2014                                                           | 81,0                                                           | 12 865                                                         | 5 046                                                          | 8 238                                                          | 569,8                                                          | 736                                                            |
| 2015                                                           | 81,7                                                           | 12 931                                                         | 5 021                                                          | 8 332                                                          | 574,4                                                          | 743                                                            |
| 2016                                                           | 82,3                                                           | 12 982                                                         | 4 821                                                          | 8 608                                                          | 574,2                                                          | 748                                                            |
| 2017                                                           | 82,7                                                           | 13 023                                                         | 4 803                                                          | 8 676                                                          | 574,2                                                          | 732                                                            |
| 2018                                                           | 82,9                                                           | 12 702                                                         | 4 706                                                          | 8 409                                                          | 565,1                                                          | 708                                                            |
| 2019                                                           | 83,1                                                           | 12 423                                                         | 4 364                                                          | 8 687                                                          | 546,8                                                          | 658                                                            |
| 2020                                                           | 83,2                                                           | 11 661                                                         | 4 048                                                          | 7 625                                                          | 529,5                                                          | 605                                                            |
| 2021                                                           | 83,2                                                           | 12 076                                                         | 4 286                                                          | 7 898                                                          | 547,6                                                          | 631                                                            |
| 2022                                                           | 83,8                                                           | 11 356                                                         | 4 008                                                          | 8 139                                                          | 526,7                                                          | 624                                                            |
| 2023                                                           | 83,3                                                           | 10 276                                                         | 3 459                                                          | 7 170                                                          | 503,5                                                          | 545                                                            |
| Variation 1990-2023                                            | +4,9 %                                                         | -30,1 %                                                        | -56 %                                                          | +2,4 %                                                         | -4,5 %                                                         | -43 %                                                          |
| * émissions de gaz à effet de serre liées à l'énergie.         |                                                                |                                                                |                                                                |                                                                |                                                                |                                                                |

## Comparaisons internationales
Selon les statistiques de l'Agence internationale de l'énergie et celles de l'Energy Institute, l'Allemagne apparait dans le « top ten » pour de nombreux indicateurs du domaine de l'énergie :
| Source d'énergie        | Indicateur                          | Rang | Année | Quantité | Unité | % monde | Commentaires |
| ----------------------- | ----------------------------------- | ---- | ----- | -------- | ----- | ------- | --- |
| Pétrole                 | Consommation de produits pétroliers | 10e  | 2023  | 4,01     | EJ    | 2,0 %   | 1er : États-Unis (35,86 EJ, 18,3 %), 2e : Chine (33,30 EJ, 17 %), 3e : Inde (5,4 %)                                        |
| Pétrole                 | Importation nette                   | 6e   | 2022  | 3,69     | EJ    | 3,9 %   | 1er : Chine (21,19 EJ, 22,6 %), 2e : Inde (10,4 %), 3e : Corée du Sud (6,1 %), 4e : Japon (6,0 %), 5e : États-Unis (6,0 %) |
| Raffinage               | Capacité de distillation de brut    | 10e  | 2023  | 2,08     | Mbl/j | 2,0 %   | 1er : Chine (18,48 Mb/j, 17,9 %), 2e : États-Unis (18,43 Mb/j, 17,8 %), 3e : Russie (6,6 %)                                |
| Raffinage               | Production de produits pétroliers   | 11e  | 2023  | 1,60     | Mbl/j | 1,9 %   | 1er : États-Unis (15,96 Mb/j,19,2 %), 2e : Chine (15,10 Mb/j, 18,2 %), 3e : Russie (6,8 %)                                 |
| Gaz naturel             | Consommation de gaz                 | 9e   | 2023  | 2,72     | EJ    | 1,9 %   | 1er : États-Unis (31,91 EJ, 22,1 %), 2e : Russie (11,3 %), 3e : Chine (10,2 %)                                             |
| Gaz naturel             | Importations nettes                 | 3e   | 2022  | 3,29     | EJ    | 6,9 %   | 1er : Chine (5,46 EJ, 11,4 %), 2e : Japon (3,55 Gm3, 7,4 %)                                                                |
| Charbon+lignite         | Production                          | 14e  | 2023  | 0,92     | EJ    | 0,5 %   | 1er : Chine (93,1 EJ, 51,9 %), 2e : Inde (9,3 %), 3e : Indonésie (8,8 %), 4e : États-Unis (6,6 %)                          |
| Charbon+lignite         | Importations nettes                 | 6e   | 2022  | 1,16     | EJ    | 3,6 %   | 1er : Chine (6,72 EJ, 20,8 %), 2e : Inde (5,18 EJ, 16 %), 3e : Japon (4,55 EJ, 14,1 %)                                     |
| Électricité             | Production                          | 10e  | 2023  | 513,7    | TWh   | 1,7 %   | 1er : Chine (9 494,3 TWh, 31,7 %), 2e : États-Unis (15,0 %), 9e : France (519,7 TWh, 1,7 %)                                |
| Prod.élec.par sources** | Charbon/lignite                     | 10e  | 2023  | 127,8    | TWh   | 1,2 %   | 1er : Chine (5 754 TWh, 54,7 %), 2e : Inde (14,0 %), 3e : États-Unis (7,0 %)                                               |
| Prod.élec.par sources** | Renouvelables hors hydro            | 3e   | 2023  | 252,8    | TWh   | 5,3 %   | 1er : Chine (1 668 TWh, 35,1 %), 2e : États-Unis (15,5 %)                                                                  |

## Ressources énergétiques
L'Allemagne utilise de nombreux agents énergétiques primaires pour répondre à ses besoins ; ils proviennent en grande partie de l'importation.
Les statistiques allemandes sont habituellement présentées en pétajoules (PJ ; 1 PJ = 1015 joules soit un million de milliards de joules), unité du Système international, alors qu'en France subsiste une vieille habitude de présentation en tep (tonnes équivalent pétrole), unité qui devient obsolète du fait du recul de la part du pétrole dans l'économie énergétique mondiale.
Conversion : 1 kWh = 3 600 000 J ; 1 joule = 2,777 77 × 10−7 kWh ; 1 PJ = 0,277 777 TWh.

### Ressources énergétiques primaires locales
Le graphique qui aurait dû être présenté ici ne peut pas être affiché car il utilise l'ancienne extension Graph, désactivée pour des questions de sécurité. Des indications pour créer un nouveau graphique avec la nouvelle extension Chart sont disponibles ici.

Production d'énergie primaire par source en Allemagne.
Source : AGEB.
| PJ | 1990  | %    | 2000  | %    | 2010  | %    | 2015  | 2018  | 2019  | 2020* | % 2020 | Var. 2020 /1990 (%) |
| Charbon | 2 089 | 33,6 | 1 012 | 26,7 | 387   | 9,3  | 185   | 75    | 0     | 0     | 0      | -100                |
| Lignite | 3 142 | 50,5 | 1 528 | 40,3 | 1 535 | 36,9 | 1 608 | 1 506 | 1 190 | 979   | 28,8   | -69                 |
| Pétrole | 156   | 2,5  | 131   | 3,5  | 107   | 2,6  | 103   | 88    | 82    | 81    | 2,4    | -48                 |
| Gaz | 575   | 9,2  | 649   | 17,1 | 462   | 11,1 | 290   | 209   | 202   | 175   | 5,2    | -70                 |
| Énergie renouvelable | 200   | 3,2  | 417   | 11,0 | 1 421 | 34,2 | 1 666 | 1 797 | 1 920 | 1 946 | 57,3   | +873                |
| Autres** | 62    | 1,0  | 56    | 1,5  | 244   | 5,9  | 224   | 214   | 218   | 214   | 6,3    | +245                |
| Total | 6 224 | 100  | 3 793 | 100  | 4 155 | 100  | 4 076 | 3 890 | 3 612 | 3 396 | 100    | -45                 |
| Source des données : AGEB ; * 2020 : provisoire ** Autres : déchets non renouvelables et « chaleur résiduelle pour la production d'électricité et de chaleur ». |       |      |       |      |       |      |       |       |       |       |        |                     |

NB : le nucléaire n'est pas pris en compte ici, les conventions allemandes le considérant comme une énergie importée. Par ailleurs, les conventions adoptées pour définir l'énergie primaire dans le bilan énergétique ont pour effet de minorer la part des énergies renouvelables électriques ; avec des conventions plus conformes au service réellement rendu par les diverses énergies, la part des énergies renouvelables en 2020 passerait à 80 % au lieu de 57 %.

#### Énergies renouvelables
Le graphique qui aurait dû être présenté ici ne peut pas être affiché car il utilise l'ancienne extension Graph, désactivée pour des questions de sécurité. Des indications pour créer un nouveau graphique avec la nouvelle extension Chart sont disponibles ici.

Contribution des énergies renouvelables à la consommation d'énergie primaire en Allemagne.
Source : BMWI.
En 2020, la production d'énergie renouvelable atteignait 1 961 PJ, soit 16,5 % de la consommation totale d'énergie primaire, répartie en :
| PJ | 1990 | %    | 2000 | %    | 2010 | %    | 2015 | 2019 | 2020 | % 2020 |
| Hydraulique | 58   | 29,5 | 92   | 22,1 | 75   | 5,3  | 68   | 71   | 66   | 3,4    |
| Éolien | -    | -    | 35   | 8,3  | 136  | 9,6  | 285  | 453  | 471  | 24,0   |
| Solaire PV | -    | -    | 0,3  | 0,1  | 42   | 3,0  | 139  | 167  | 182  | 9,3    |
| Bois, paille, etc. | 59   | 29,9 | 210  | 50,3 | 532  | 37,6 | 505  | 548  | 538  | 27,4   |
| Agrocarburants | -    | -    | 13   | 3,0  | 191  | 13,5 | 117  | 122  | 151  | 7,7    |
| Déchets urbains | 80   | 40,6 | 39   | 9,3  | 106  | 7,5  | 129  | 134  | 134  | 6,8    |
| Biogaz | -    | -    | 20   | 4,7  | 292  | 20,6 | 326  | 312  | 315  | 16,1   |
| Autres | -    | -    | 9    | 2,2  | 39   | 2,8  | 74   | 97   | 104  | 5,3    |
| Total ENR | 196  | 100  | 417  | 100  | 1413 | 100  | 1644 | 1904 | 1961 | 100    |
| % cons.én.pr. | 1,3  |      | 2,9  |      | 9,9  |      | 12,4 | 14,9 | 16,5 |        |
| Solaire PV = Solaire photovoltaïque ; agrocarburants = biodiesel, éthanol, etc. ; déchets urbains : + gaz de décharge Autres = pompes à chaleur, géothermie, solaire thermique % cons.én.pr. = part des EnR dans la consommation d'énergie primaire. |      |      |      |      |      |      |      |      |      |        |

NB : les conventions utilisées pour calculer les énergies primaires minorent les énergies renouvelables électriques ; avec des conventions plus réalistes, leur part atteint en 2020 : 5,8 % pour l'hydraulique, 41,6 % pour l'éolien et 16,1 % pour le PV ; au total, la part des EnR dans la consommation primaire atteint 28,1 %.
En 2018, les renouvelables représentaient 16,7 % de l’énergie finale en Allemagne.
L'utilisation des EnR se répartit comme suit :
| Usage/filière                   | 2015   | 2016   | 2017   | 2018   | 2019   | 2020   | % de la prod. brute |
| Production d'électricité        |        |        |        |        |        |        |                     |
| Hydraulique                     | 18,98  | 20,55  | 20,15  | 17,69  | 19,73  | 18,32  | 3,2                 |
| Éolien                          | 80,62  | 79,92  | 105,69 | 109,95 | 125,89 | 132,10 | 22,9                |
| Photovoltaïque                  | 37,17  | 36,67  | 37,89  | 43,46  | 44,38  | 48,64  | 8,4                 |
| Biomasse                        | 44,55  | 45,00  | 44,96  | 44,63  | 44,32  | 45,03  | 7,8                 |
| Déchets                         | 5,77   | 5,93   | 5,96   | 6,16   | 5,81   | 5,83   | 1,0                 |
| Géothermie                      | 0,13   | 0,17   | 0,16   | 0,18   | 0,20   | 0,23   | 0,04                |
| Total prod. électricité renouv. | 187,23 | 188,24 | 214,82 | 222,07 | 240,33 | 250,16 | 43,45               |
| Production de chaleur           |        |        |        |        |        |        |                     |
| Biomasse                        | 139,27 | 136,94 | 139,24 | 140,23 | 142,26 | 140,42 | 12,1                |
| Déchets                         | 11,81  | 11,67  | 12,67  | 14,51  | 15,31  | 15,16  | 1,3                 |
| Solaire thermique               | 7,70   | 7,69   | 7,85   | 8,87   | 8,48   | 8,71   | 0,7                 |
| Géothermie profonde             | 0,97   | 1,15   | 1,17   | 1,31   | 1,37   | 1,37   | 0,1                 |
| Géothermie de surface           | 10,51  | 11,41  | 12,41  | 13,50  | 14,65  | 16,05  | 1,4                 |
| Total production de chaleur     | 170,26 | 168,85 | 173,33 | 178,43 | 182,07 | 181,70 | 15,6                |
| Transports                      |        |        |        |        |        |        |                     |
| Biodiesel                       | 20,83  | 20,90  | 21,35  | 22,33  | 22,12  | 29,65  | 5,1                 |
| Huile végétale                  | 0,01   | 0,03   | 0,03   | 0,01   | 0,02   | 0,02   | ns                  |
| Bioéthanol                      | 8,59   | 8,60   | 8,46   | 8,69   | 8,36   | 8,02   | 1,4                 |
| Biométhane                      | 0,34   | 0,38   | 0,44   | 0,39   | 0,66   | 0,88   | 0,2                 |
| Électricité                     | 3,51   | 3,71   | 4,30   | 4,57   | 4,87   | 5,13   | 0,9                 |
| Total carburants renouv.        | 33,28  | 33,62  | 34,60  | 35,99  | 36,03  | 43,70  | 7,5                 |

Les énergies renouvelables électriques sont étudiées dans l'article Électricité en Allemagne. Les Enr thermiques, utilisées directement sans transformation en électricité, sont étudiées ci-dessous.

##### Biomasse
- (de) Cet article est partiellement ou en totalité issu de l’article de Wikipédia en allemand intitulé « Biomasseheizkraftwerk » (voir la liste des auteurs).

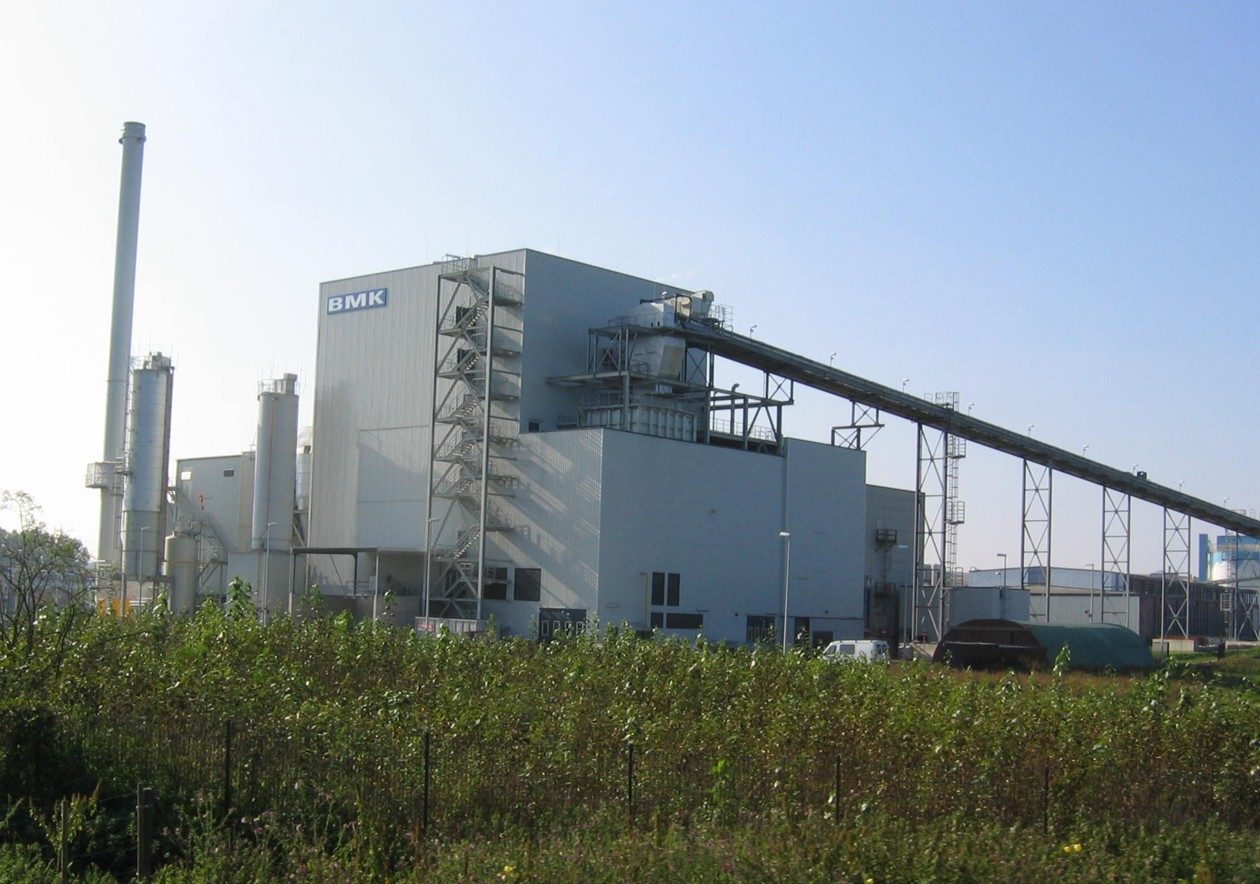
Centrale biomasse de STEAG à Lünen
Combustible : 135000 t/an de bois usagé.

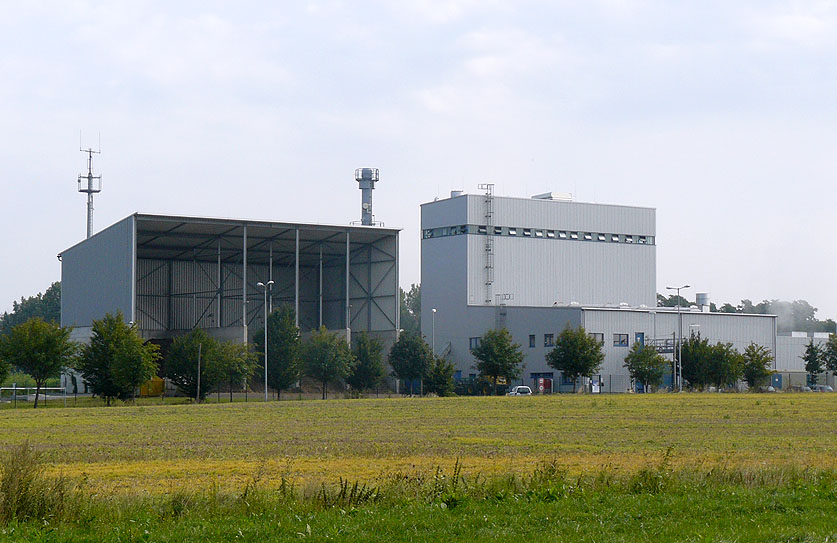
Centrale biomasse de Vattenfall à Sellessen (Brandebourg).

En 2020, la biomasse représente 58 % de la consommation d'énergie renouvelable allemande : 27,4 % pour le bois et autres biomasses solides, 6,8 % pour les déchets, 7,7 % pour les agrocarburants et 16,1 % pour le biogaz ; elle contribue pour 20,3 % à la production d'électricité renouvelable (8,8 % de la production totale d'électricité) et pour 85,6 % à la production de chaleur à partir d'énergies renouvelables (13,4 % de la production totale de chaleur).
Le bois est très utilisé pour le chauffage domestique : en Bavière, 1,8 million de foyers utilisent le bois pour se chauffer, économisant plus de trois milliards de litres de fioul par an
Les combustibles utilisés dans les centrales à biomasse (électriques et/ou chaleur) sont :
- la plaquette forestière, broyat de bois issu de l'exploitation forestière ou de la collecte de bois usagé (encombrants, traverses de chemin de fer, etc.), ou encore de taillis à courte rotation (saule, peuplier, eucalyptus) ;
- le granulé de bois issu du compactage des résidus de scieries comme les sciures et copeaux provenant directement de la sylviculture ;
- la paille ou les céréales ;
- le miscanthus géant : espèce hybride de plantes herbacées créée dans un but de production énergétique en raison de sa productivité et de sa teneur en lignocellulose ;
- les déchets organiques de toutes sortes ;
- les déchets combustibles : pneumatiques, épaves, sous-produits de papeteries, rejets du système de recyclage des déchets, rejets des casses automobiles (sièges…), boues des stations d'épuration ;
- les fibres textiles…

Les centrales à biomasse sont de taille modeste, car elles doivent être proches de leurs sources de combustible (forêts, exploitations agricoles, usines de pâte à papier, etc.) afin de minimiser les coûts de transport ; parmi les plus importantes, on peut citer :
- centrale biomasse (20 MW) de STEAG[n 9] à Lünen en Rhénanie-du-Nord-Westphalie : mise en service en 2006, elle brûle 135 000 t/an de bois usagé ;
- une centrale identique est exploitée depuis 2006 à Hambourg ;
- MVV Énergie, Stadtwerk de Mannheim, exploite depuis 2003 deux centrales à plaquette forestière à Flörsheim am Main en Hesse (15 MW) et à Mannheim dans le Bade-Wurtemberg (20 MW) ;
- centrale à cogénération à bois d'Evonik à Ilmenau en Thuringe : alimente en vapeur (10 MWth) le réseau de chauffage urbain et l'usine verrière voisine, et produit de l'électricité (5 MWe) ;
- centrale à cogénération à bois de Vattenfall à Sellesen à Spremberg-Haidemühl dans le Brandebourg : alimente depuis 2006 en vapeur (3,5 MWth) le réseau de chauffage urbain et produit de l'électricité (2,8 MWe) à partir de broyats de bois (30 000 t/an) ;
- centrale à cogénération à bois de GDF Suez à Zolling en Bavière, sur le site d'une centrale charbon : produit depuis 2003 de l'électricité (20 MWe) et de la vapeur en brûlant du bois, y compris des traverses de chemin de fer ;
- centrale à cogénération à bois de RWE Innogy à Berlin-Rudow : alimente depuis 2003 le réseau de chaleur (65 MWth) de la ville de Berlin-Gropiusstadt et produit de l'électricité (20 MWe) à partir de bois usagé.

##### Biogaz
La production de biogaz et de biométhane a atteint 315 PJ en 2020, soit 16,1 % de la consommation d'énergie primaire. La consommation de biométhane dans les transports s'élevait à 884 GWh en 2020, soit 2 % de la consommation d'agrocarburants et 0,2 % de la consommation totale de carburants.
En 2020, 9,9 TWh de biométhane ont été injectés dans le réseau de gaz allemand, soit 1,1 % de la consommation de gaz. 8 TWh ont été brûlés dans les centrales de cogénération, environ 1 TWh ont été utilisés comme carburant et 0,5 TWh pour le chauffage et l'eau chaude. Le nombre d'installations de production est passé de 44 en 2010 à 186 en 2015 et 222 en 2020. Le volume de biométhane injecté est passé de 179 Mm3 en 2010 à 780 Mm3 en 2015 et 891 Mm3 en 2020. A la fin de 2020, 34 installations pilotes de production d'hydrogène vert étaient en fonctionnement.
La production de biométhane (Bio-Erdgas : biogaz purifié ayant les mêmes qualités que le gaz naturel raffiné, donc injectable dans les réseaux de gaz) augmente rapidement : en 2016, 865 Mm3 (millions de m3) de biométhane produits par 196 installations ont été injectés dans les réseaux de gaz naturel contre 780 Mm3 en 2015 et 275 Mm3 en 2011 ; les objectifs du gouvernement fédéral sont de 6 Gm3 en 2020 et 10 Gm3 en 2030 (à comparer avec la production allemande de gaz naturel : 11,1 Gm3 en 2013).
Le biogaz carburant alimentait 100 000 véhicules à gaz en 2013 dans un tiers des stations à gaz en mélange gaz naturel-biométhane et dans 180 des 919 stations de gaz en biométhane 100 %. Au total, 0,4 TWh de biométhane ont été utilisés comme carburant en 2013.

#### Charbon et lignite
Les réserves prouvées récupérables de charbon de l'Allemagne sont épuisées fin 2022 selon l'Agence fédérale allemande pour les sciences de la Terre et les matières premières (BGR), qui évaluait cependant à 82,96 Gt (milliards de tonnes) les ressources ultimes (non prouvées ou non récupérables), soit 0,5 % des ressources ultimes mondiales, et les réserves prouvées de lignite) à 35,4 Gt, soit 11,0 % des réserves mondiales. Au total, ces réserves (charbon + lignite) atteignent 400 EJ, soit 1,7 % des réserves mondiales, au 10e rang mondial, loin derrière les États-Unis (25,0 %), la Chine (16,3 %), l'Inde (13,5 %), la Russie (12,2 %) et l'Australie (11,8 %). Elles représentent 435 ans de production au rythme de 2023 : 0,92 EJ, en baisse de 23,2 % en 2023 et de 51 % depuis 2013, soit 0,5 % de la production mondiale. La production de lignite atteint 130,8 Mt en 2022, soit 11 % de la production mondiale, au 3e rang mondial. La consommation de charbon et lignite s'élève en 2023 à 1,83 EJ, en baisse de 21 % en 2023 et de 47 % depuis 2013, soit 1,1 % de la production mondiale, au 10e rang mondial.
En 2020, la production primaire de combustibles solides atteignait 979 PJ soit 28,8 % de la production d'énergie primaire allemande, entièrement constituée de lignite, la production de charbon ayant cessé en Allemagne depuis 2019. Les 107,4 Mt (millions de tonnes) produits en 2020 (contre 167,7 Mt en 2000, 185,4 Mt en 2012 et 166,3 Mt en 2018) ont été utilisés à raison de 93,1 Mt (86,7 %) pour la production d'électricité.

Mine de lignite de Garzweiler, à l'arrière-plan l'usine de lignite.

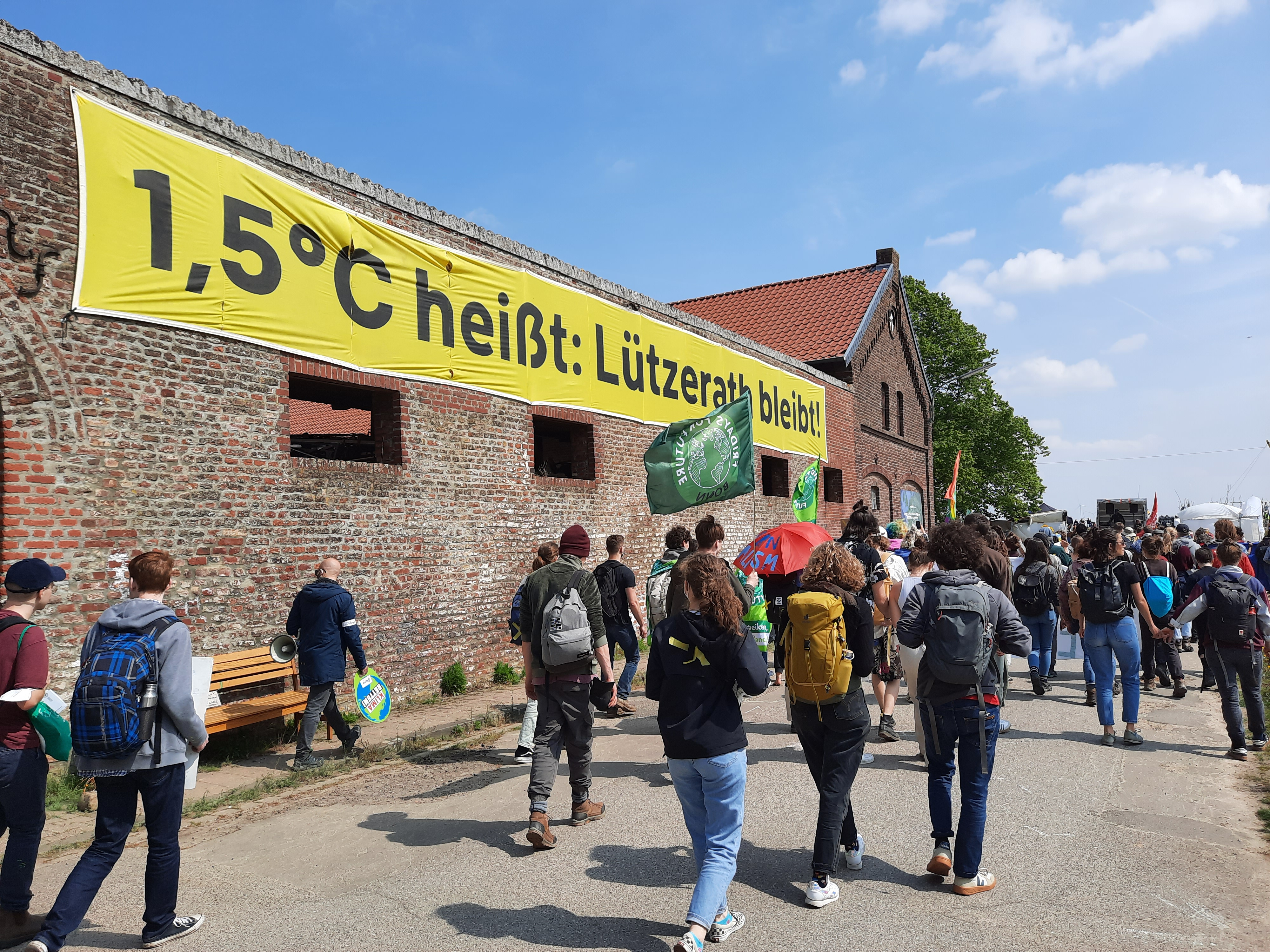
Opposition à la mine de Garzweiler. Traduction : « signifie : Lützerath reste ! ».

Le groupe RWE-RHEINBRAUN, filiale du holding RWE en extrait environ cent millions de tonnes par an dans trois mines à ciel ouvert dans la Rhénanie-du-Nord-Westphalie (entre Cologne, Aix-la-Chapelle et Mönchengladbach). Ces mines sont celles de Hambach I, Inden I et II et Garzweiler I, qu'il est prévu d'exploiter jusque vers 2050, malgré leur contribution majeure à l'émission de gaz à effet de serre : 980-1 230 g CO2/kWh, contre 410-430 g CO2/kWh pour les centrales à cycle combiné gaz. Les pelleteuses descendent jusqu'à 450 m de profondeur dans des excavations de plusieurs kilomètres de large. Les engins avancent en creusant d'un côté et en comblant de l'autre, ce qui explique que la mine se déplace dans le paysage.
Le charbon a longtemps été un des fondements essentiels de la puissance industrielle allemande, et la culture charbonnière a laissé une empreinte indélébile en Allemagne. Mais l'Allemagne a fermé ses dernières mines. En 1970, elle était encore 6e avec 108,6 Mt.
Les gisements allemands de charbon se situent surtout dans la Ruhr et en Sarre ; seules trois mines restent en activité dans la Ruhr, avec une production annuelle d'environ 8 Mt ; la mine Auguste Victoria à Marl ferme fin 2015, les deux autres mines fin 2018. La mine de Prosper-Haniel fermant le 21 décembre 2018.
Les charbonnages (RAG Deutsche Steinkohle AG) reçoivent des subventions de l'État fédéral : 2 G€ en 2008, après 29,9 G€ de 1997 à 2006 (3 G€/an), plus 4,9 G€ du Land de Rhénanie-du-Nord-Westphalie ; en 2007, l'État fédéral et les Länder de Sarre et de Rhénanie-du-Nord-Westphalie se sont entendus pour mettre fin à ces subventions d'ici 2018, année où l'extraction de charbon cesse définitivement. La loi qui formalise cet accord est entrée en vigueur le 27 décembre 2007 : elle prévoit un total de subventions de 13,9 G€ de 2009 à 2017. En juillet 2010, la Commission européenne a proposé de cesser les subventions en octobre 2014, mais à la suite des critiques allemandes, le Conseil de l'Union européenne a admis la poursuite des subventions jusqu'à 2018, mais avec un profil de réduction plus rapide.

#### Pétrole
L'Energy Institute estime la consommation de pétrole de l'Allemagne en 2023 à 4,01 EJ, soit 2,0 % de la consommation mondiale, au 10e rang mondial derrière les États-Unis (18,3 %), la Chine (17 %), l'Inde (5,4 %), etc. Elle a baissé de 5,5 % en 2023 et de 16,5 % depuis 2013.
En 2022, selon l'Agence allemande des matières premières (Deutsche Rohstoffagentur), l'Allemagne avait 15 Mt de réserves économiquement exploitables, au 73e rang mondial, plus 240 Mt de ressources potentiellement récupérables, au 84e rang mondial, dont 20 Mt de pétrole conventionnel, 70 Mt de pétrole de schiste et 150 Mt de schistes bitumineux. Sa production 2022 était de 1,7 Mt (59e rang mondial) et sa consommation de 93,6 Mt, au 11e rang mondial avec 2,0 % de la consommation mondiale.
En 2020, la production de pétrole était de 81 PJ soit 2,4 % de la production d'énergie primaire allemande et 1,7 % des besoins du pays en pétrole.

#### Gaz naturel
Les réserves économiquement exploitables de gaz naturel en Allemagne sont estimées en 2022 à 20 Gm3 (75e rang mondial), plus 1 360 Gm3 de ressources potentielles (47e rang mondial), dont 20 Gm3 de gaz conventionnel, 800 Gm3 de gaz de schiste, 450 Gm3 de gaz de couche et 90 Gm3 de gaz de réservoir compact. La production en 2022 a été de 5,0 Gm3 (49e rang mondial, soit 0,1 % de la production mondiale et 2,4 % de la production de l'Europe), sa consommation de 80,6 Gm3, soit 2,0 % de la consommation mondiale, au 9e rang mondial, ses importations de 137,4 Gm3, soit 9,6 % des importations mondiales, au 2e rang mondial, derrière la Chine (10,6 %) et devant le Japon (6,6 %), et ses exportations de 50,7 Gm3, soit 3,4 % des exportations mondiales, au 7e rang mondial.
En 2023, l'Allemagne a produit 3,8 Gm3 de gaz naturel, soit (0,14 EJ), 0,1 % de la production mondiale ; cette production diminue d'année en année : -10,6 % en 2023 ; en 2013, elle était de 0,31 EJ. La consommation s'élevait en 2023 à 75,7 Gm3, soit 2,72 EJ, en baisse de 2,4 % en 2023 et de 11 % depuis 2013. Elle représentait 1,9 % de la consommation mondiale, 23,7 % de celle de l'Union européenne, et 2,23 fois celle de la France. La production locale couvrait seulement 5,1 % de la consommation du pays.
En 2020, la production de gaz naturel (surtout dans le Nord du pays) atteignait 175 PJ soit 5,2 % de la production d'énergie primaire allemande et 11,3 % des besoins en gaz du pays. Cette production est en déclin constant : 649 PJ en 2000, 462 PJ en 2010, 290 PJ en 2015.
La principale entreprise productrice de gaz est BEB Erdgas und Erdöl GmbH (siège à Hanovre), filiale de Shell et Esso.

##### Gaz de schiste
Les ressources de l'Allemagne en gaz de schiste pourraient être importantes : le 4 avril 2011, Gernot Kalkoffen, patron du géant pétrolier ExxonMobil Europe centrale, confiait au journal Handelsblatt qu’il pourrait investir des centaines de millions d’euros pour exploiter les réserves de gaz de schiste en Rhénanie-du-Nord-Westphalie : « Nous tablons pour la phase d’exploration sur une somme significative dans les centaines de millions d’euros ». Avec 2 100 milliards de mètres cubes de réserves estimées de gaz de schiste, la Rhénanie-du-Nord-Westphalie disposerait des deuxièmes ressources en gaz naturel d’Europe.
Après avoir commandé une étude sur les différentes réglementations et procédures relatives à l'exploration et l'exploitation de gaz de schiste en Pologne, France, Allemagne et Suède, la Commission européenne a estimé qu'il n'y avait pas lieu d'introduire de nouveaux textes règlementaires à l'échelle européenne. L'Allemagne a stoppé tous travaux après la réalisation de six forages (dont un suivi d'une fracturation hydraulique) depuis 2008, dans l'attente des conclusions d'un groupe de travail réunissant des scientifiques et des représentants de l'industrie et du gouvernement.

### Ressources énergétiques primaires importées
Les importations couvrent 69,5 % des besoins en énergie de l'Allemagne en 2020 contre 56,8 % en 1990 ; le taux de dépendance est proche de 100 % pour tous les combustibles sauf le lignite :
| PJ | 1990  | % dép. | 2000   | % dép. | 2010  | % dép. | 2015  | 2019  | 2020  | % dép. 2020 |
| Charbon                                                                                                | 177   | 7,7    | 906    | 44,8   | 1 321 | 77,0   | 1 529 | 1 144 | 832   | 92,8        |
| Lignite                                                                                                | -32   | -1,0   | 19     | 1,2    | -25   | -1,6   | -40   | -28   | -22   | -2,3        |
| Pétrole                                                                                                | 4 956 | 95,0   | 5 215  | 94,8   | 4 578 | 97,8   | 4 432 | 4 472 | 4 018 | 98,3        |
| Gaz naturel                                                                                            | 1 761 | 75,6   | 2 368  | 79,1   | 2 587 | 81,3   | 2 463 | 3 177 | 2 790 | 88,7        |
| Uranium                                                                                                | 1 606 | 96,3   | 1 851  | 100    | 1 533 | 100    | 1 001 | 819   | 702   | 100         |
| Total                                                                                                  | 8 471 | 56,8   | 10 371 | 72,0   | 9 923 | 69,8   | 9 189 | 9 450 | 8 268 | 69,5        |
| % dép. = taux de dépendance (solde importateur+soutes internationales/total des ressources primaires). |       |        |        |        |       |        |       |       |       |             |

À la suite de l'invasion de l'Ukraine par la Russie en 2022, le ministre de l'Économie et du Climat, Robert Habeck, annonce le 25 mars 2022 que la part des importations de pétrole russe « aura probablement diminué de moitié d'ici le milieu de l'année. Nous visons une quasi-indépendance à la fin de l'année » et qu'il en serait de même du charbon dès l'automne. La dépendance de l'Allemagne au gaz russe a été abaissée en quatre semaines de 55 % à 40 % et devrait se réduire à 30 % à la fin de 2022. Grâce à la construction de nouveaux terminaux de GNL, « il sera possible de devenir indépendant d'ici la mi-2024 ». Il a également confirmé la suspension des fermetures des centrales à charbon.

#### Charbon et lignite
Selon BGR, les importations de charbon allemandes s'élevaient en 2022 à 42,3 Mt, soit 3,1 % des importations mondiales, au 6e rang mondial. Elles ont augmenté de 9 % en 2022 pour compenser la pénurie de gaz naturel ; elles proviennent surtout de Russie (13 Mt, soit 29,2 %), des États-Unis (20,8 %) et de Colombie (16,3 %). Les importations de Russie ont fortement reculé du fait de l'embargo décidé en août 2022 en réaction à l'invasion de l'Ukraine par la Russie : en 2021, elles atteignaient 20,2 Mt, soit 49,4 %.
En 2020, l'Allemagne a importé 31,8 Mt de charbon contre 42,2 Mt en 2019. Ces importations de charbon proviennent surtout de Russie (45,4 %), des États-Unis (18,3 %), d'Australie (12,3 %), de Colombie (6 %), du Canada (4 %) et de Pologne (3,8 %) ; de 2010 à 2013, la part des États-Unis est passée de 12,7 % à 22,8 % sous l'effet du boom du gaz de schiste qui a évincé le charbon des centrales américaines, forçant les producteurs américains à brader leur charbon.
L'Allemagne a exporté 0,9 Mt de produits à base de lignite en 2015 mais n'en a plus exporté depuis.

#### Pétrole et produits pétroliers
Les importations de brut atteignaient 88,2 Mt en 2022, soit 4,0 % des importations mondiales, au 6e rang mondial.
En 2020, l'Allemagne a importé 82,7 Mt de pétrole brut ; voici l'évolution de ces importations et de leur répartition :
| Provenance             | 1990 | 2000  | 2010 | 2015 | 2019 | 2020 |
| Importations (Mt)      | 88,1 | 103,6 | 93,3 | 91,3 | 85,9 | 82,7 |
| Moyen-Orient           | 19,1 | 13,1  | 5,7  | 4,2  | 5,0  | 5,4  |
| dont : Arabie saoudite | 6,8  | 4,4   | 0,8  | 1,3  | 1,9  | 2,7  |
| dont : Syrie           | 4,0  | 6,8   | 2,9  | -    | -    | -    |
| dont : Iran            | 3,3  | 0,9   | 1,6  | -    | -    | -    |
| dont : Irak            | 0,2  | 0,2   | 0,4  | 2,6  | 3,1  | 2,7  |
| Afrique                | 26,1 | 20,6  | 16,5 | 18,9 | 17,2 | 10,4 |
| dont : Libye           | 13,1 | 11,4  | 7,8  | 3,1  | 9,7  | 2,2  |
| dont : Nigeria         | 7,0  | 1,9   | 4,2  | 7,3  | 6,1  | 6,3  |
| dont : Algérie         | 4,0  | 6,3   | 1,1  | 3,8  | 1,4  | 1,9  |
| Russie                 | 24,2 | 28,7  | 36,3 | 35,7 | 31,6 | nd   |
| Norvège                | 7,5  | 17,9  | 9,5  | 13,6 | 11,3 | 9,7  |
| Royaume-Uni            | 16,9 | 12,6  | 14,0 | 10,9 | 11,9 | 11,5 |
| Venezuela              | 5,2  | 1,8   | 1,3  | 0,1  | -    | -    |
| Autres                 | 1,1  | 5,3   | 16,6 | 16,6 | 23,1 | nd   |
| Part OPEP              | 41,3 | 27,6  | 17,8 | 18,9 | nd   | nd   |

Les importations ont baissé de 26,3 % depuis le pic de 112,2 Mt atteint en 2005.
Les raffineries allemandes ont produit 99,4 Mt de produits pétroliers en 2020. L'Allemagne en a importé 34,3 Mt et exporté 22,2 Mt.

#### Gaz naturel
L'Allemagne a importé 2,77 EJ de gaz naturel en 2023 ; elle était en 2022 le 3e importateur mondial de gaz naturel : 3,29 EJ, derrière la Chine (5,46 EJ) et le Japon (3,55 EJ).
L'Allemagne était en 2022 le 2e importateur mondial de gaz naturel : 137,4 Gm3, soit 9,6 % des importations mondiales, derrière la Chine (151,3 Gm3, 10,6 %) et devant le Japon (93,8 Gm3, 6,6 %). Elle a aussi exporté 50,7 Gm3, soit 3,4 % des exportations mondiales, au 7e rang mondial. Ses importations nettes sont donc seulement de 86,7 Gm3, largement inférieures à celles de la Chine et du Japon.
En 2020, l'Allemagne a importé 5 354 PJ de gaz naturel (en baisse de 6,3 %), soit 88,7 % de ses besoins. Ses importations provenaient surtout, en 2015, de Russie (34,6 %), de Norvège (34,1 %) et des Pays-Bas (28,8 %). Ces importations ont progressé de 159 % depuis 1991 (depuis 2000, de 88 %).
La provenance du gaz consommé en Allemagne a évolué comme suit :
| Pays                                                                 | 1990 | 2000 | 2010 | 2011 | 2012 | 2013 | 2014 | 2015 | 2019 |
| Allemagne                                                            | 23,1 | 19,9 | 10,7 | 10,5 | 9,3  | 8,4  | 8,2  | 6,5  | 3,3  |
| Russie                                                               | 33,5 | 36,6 | 35,0 | 35,6 | 34,7 | 35,4 | 35,4 | 32,4 | 53,4 |
| Norvège                                                              | 12,7 | 21,4 | 31,3 | 30,8 | 31,6 | 26,9 | 30,4 | 31,8 | 29,6 |
| Pays-Bas                                                             | 29,4 | 17,7 | 19,2 | 19,8 | 20,3 | 23,9 | 22,1 | 27,0 | 12,3 |
| Autres                                                               | 1,3  | 4,4  | 3,8  | 3,3  | 4,1  | 5,3  | 3,9  | 2,3  | 1,4  |
| Pouvoir calorifique supérieur ; Autres : Danemark, Royaume-Uni, etc. |      |      |      |      |      |      |      |      |      |

La dépendance de l'Allemagne envers la Russie pour son approvisionnement en gaz est un problème majeur, partagé par plusieurs autres pays de l'Union européenne.
Le ministre de l'Énergie Sigmar Gabriel a déclaré le 27 mars 2014 qu'il n'y a « pas d'alternative raisonnable » au gaz russe pour l'approvisionnement de l'Europe ; le chef du gouvernement polonais Donald Tusk avait critiqué la dépendance de l'Allemagne au gaz russe, estimant qu'elle constituait une menace pour la souveraineté de l'Europe. La Norvège, souvent présentée comme un fournisseur alternatif, a des possibilités d'exportation limitées, et le gaz des Pays-Bas n'est pas d'assez bonne qualité, selon Sigmar Gabriel.
Le président Obama s'est déclaré prêt à faciliter le développement de livraisons de gaz américain afin de casser la domination du fournisseur russe ; Gazprom a vendu 133 Gm3 de gaz en 2013 à l'UE, soit 25 % de sa consommation ; l'Allemagne en absorbe près du tiers. Mais ses déclarations ont été ambiguës : il a incité les Européens à chercher d'abord à diversifier leurs ressources, et a cherché à utiliser ce sujet pour pousser les Européens à accélérer les négociations sur l'accord commercial entre l'Europe et les États-Unis (TTIP) qui devrait faciliter ces exportations de gaz. De plus, cet appoint américain ne pourrait être que limité, étant donné que malgré le boom du gaz de schiste, les États-Unis sont encore importateurs nets de 16 % de leur consommation de gaz en 2012 et, selon les projections de l'EIA, le seront encore de 4 % en 2040.
Wintershall (sise à Cassel), filiale du groupe BASF, le plus grand producteur allemand de pétrole et de gaz naturel, a créé en 1993 avec le géant russe Gazprom une coentreprise dénommée « WINGAS GmbH ». Celle-ci est devenue l'un des principaux fournisseurs de gaz en Allemagne, atteignant une part de marché de 20 %, et effectue 45 % de ses ventes dans les pays voisins. Son réseau de gazoduc atteint 2 000 km et possède le plus grand stockage souterrain de gaz d'Europe Occidentale à Rehden (Basse-Saxe), d'une capacité de plus de 4 Gm3, 20 % de la capacité de stockage totale en Allemagne. Elle a acquis récemment[Quand ?] trois autres[Quoi ?] en Autriche, Angleterre et Basse-Saxe.
Le gazoduc Nord Stream relie la ville russe de Vyborg à la ville allemande de Greifswald par le fond de la mer Baltique. Afin de réaliser le projet, les actionnaires ont fondé la compagnie Nord Stream AG. Son capital est réparti entre le russe Gazprom (51 %), les allemands Wintershall Holding et E.ON Ruhrgas (15,5 % chacun), le néerlandais Gasunie et le français GDF Suez (9 % chacun). La première canalisation est entrée en service en 2011 et la seconde en 2012. La partie sous-marine a été terminée en mai 2011.
Le projet Nord Stream 2, gazoduc de 1 230 km qui reliera la Russie à l'Allemagne via les eaux de la Baltique, doit doubler d'ici fin 2019 les capacités de Nord Stream 1. Gazprom a commencé à poser les premiers tuyaux à l'automne 2018. Mais les États-Unis menacent de sanctions les gaziers européens (Wintershall, Uniper, Engie, Shell, OMV) partenaires du projet et l'Union européenne juge le projet « non prioritaire » ; plusieurs pays de l'Est le combattent, citant préoccupations environnementales et inquiétudes sur la pérennité du transit par l'Ukraine. Dans l'espoir d'éviter les sanctions américaines contre le projet de gazoduc Nord Stream 2, Angela Merkel a assuré début novembre 2018 que le gouvernement allemand serait prêt à accélérer la construction d'un terminal d'importation de gaz naturel liquéfié (GNL) pour diversifier son approvisionnement énergétique. Trois projets sont en concurrence : Wilhemshaven, au nord de Brême, en mer du Nord, projet de Uniper avec Mitsui comme constructeur et ExxonMobil comme fournisseur de gaz ; Brunsbüttel, au nord de Hambourg (RWE avec la Qatar) et Stade, en bordure de l'Elbe à l'ouest de Hambourg, avec Dow Chemicals, qui se donne l'objectif de couvrir à terme 15 % des besoins en gaz naturel de l'Allemagne. Mais le GNL est plus cher que le gaz russe, alors même que les surcapacités actuelles du marché tirent les prix de ce dernier vers le bas, et seulement 26 % environ des capacités actuelles des terminaux de GNL en Europe sont utilisées. Le 12 février 2019, le allemand de l'Économie et de l'Énergie, Peter Altmeier, s'engage en présence du secrétaire d'État adjoint à l'Énergie américain, Dan Brouillette, à soutenir la construction « d'au moins deux des trois » projets privés de terminaux méthaniers dans le nord du pays. Pour accélérer la construction des terminaux, Peter Altmeier a promis d'ici l'été une modification du cadre législatif obligeant les gestionnaires de réseaux de gaz à assurer la connexion avec ces nouveaux terminaux pour les mettre sur un pied d'égalité avec les gazoducs.
À la suite de l'invasion de l'Ukraine par la Russie en 2022, le gouvernement allemand réactive les trois projets de terminaux d'importation de gaz naturel liquéfié (GNL) qui avaient été annoncés en 2019 mais n'avaient pas été réalisés faute de rentabilité : Brunsbüttel, Wilhemshaven et Stade. Uniper a repris ses travaux d'étude sur le projet de Wilhemshaven ; la commune de Stade, au bord de l'Elbe, a approuvé le projet porté par la société Hanseatic Energy Hub ; le projet de Brunsbüttel, à l'entrée du canal de Kiel, a constitué son actionnariat : l'État fédéral en détiendra 50 % au travers de la banque publique KFW, aux côtés du groupe danois Gasunie (40 %) et de l'énergéticien allemand RWE (10 %). Un accord a été signé avec Shell qui se réserve à long terme une partie substantielle de la capacité de huit milliards de mètres cubes. Selon le ministre de l'Énergie, Robert Habeck, deux terminaux domestiques permettraient de couvrir 20 % des besoins de l'Allemagne en gaz, mais leur construction et leur raccordement au réseau de gazoducs prendra de trois à quatre ans. En attendant, le gouvernement a sécurisé trois terminaux flottants de stockage et de regazéification de GNL qui seront raccordés au réseau allemand. L'un de ces gros navires, d'une capacité de 7,5 milliards de mètres cubes, devrait être disponible dès la fin 2022. Il espère pouvoir les reconvertir à plus long terme pour accueillir par la suite de l'hydrogène vert ou ses dérivés comme l'ammoniac.
Le 1er septembre 2022, Robert Habeck annonce  l'installation pour l'hiver 2023-2024, dans le port de Wilhelmshaven en Basse-Saxe, d'un cinquième terminal flottant de GNL de 5 Gm3 par un consortium composé d'Engie, Eon et Tree Energy Solutions. Les deux premiers terminaux, de capacité équivalente, doivent être exploité à la fin 2022 par RWE à Wilhelmshaven et par Uniper à Brunsbüttel, à l'embouchure de l'Elbe. Deux autres terminaux affrétés par le gouvernement doivent être mis en service à la fin de 2023 à Stade, sur l'Elbe, et à Lubmin, sur la mer Baltique. Deux projets privés d'unités de stockage et de gazéification à Rostock et Lubmin doivent démarrer fin 2023, permettant à l'Allemagne de disposer fin 2023 d'une capacité totale d'importation de GNL d'au moins 30 Gm3, soit un tiers de sa consommation annuelle. Tree Energy Solutions construit également à Wilhelmshaven un terminal géant d'importation de 7 Mt (millions de tonnes) par an d'hydrogène vert, qui doit démarrer en 2025.
Le 6 septembre 2022, Emmanuel Macron annonce un accord franco-allemand de solidarité sur les approvisionnements en gaz et en électricité pour l'hiver : les connexions gazières seront renforcées d'ici la fin de 2022 et l'Allemagne se prépare à « apporter sa solidarité électrique à la France pour passer les pics de consommation ».
Le 29 novembre 2022, le Qatar annonce la signature d'un contrat de 2 Mt de GNL par an (2,7 Gm3) alimenter l'Allemagne en gaz naturel liquéfié (GNL) pendant 15 ans à partir de 2026. Ce contrat  couvrira 3 % de la consommation annuelle du pays et 6 % de ses importations de Russie avant la guerre en Ukraine. Ce GNL livré par ConocoPhillips depuis le Qatar arrivera au terminal de Brunsbüttel , en cours de construction, exploité par RWE et Uniper.
Le 17 décembre 2022, le premier terminal flottant de gaz naturel liquéfié est inauguré à Wilhelmshaven ; il est raccordé au réseau de gaz du gestionnaire de réseau OGE par 27 km de canalisations installées en 270 jours seulement. Six autres terminaux seront installés d'ici la fin de 2023, dont cinq financés par l'État, permettant de recevoir annuellement 32 milliards de mètres cubes de gaz liquéfié par la mer, soit près de 65 % des importations russes en 2021 et un tiers de la consommation annuelle du pays. Deux terminaux en dur d'une capacité supplémentaire totale de 23 milliards de mètres cubes doivent aussi voir le jour d'ici à trois ans. Selon Uniper, les infrastructures de Wilhelmshaven permettront de recevoir de l'hydrogène d'ici à cinq ans afin de couvrir 10 % à 15 % des besoins de l'Allemagne dès 2030.

#### Gaz «vert» (projet)
La société belge TES (Tree Energy Solutions) a mis au point un procédé pour fabriquer du méthane (CH4) de synthèse à partir de dihydrogène (H2) renouvelable et de dioxyde de carbone (CO2). Son projet consiste à produire l'hydrogène par électrolyse dans des pays disposant d'énergie éolienne ou solaire bon marché, comme le Moyen-Orient, l'Afrique ou l'Amérique du Sud, puis à le combiner à du dioxyde de carbone récupéré auprès d'industriels pour produire du méthane, qui serait liquéfié et enfin expédié vers les principaux lieux de consommation, en premier lieu l'Europe. Le gouvernement allemand a attribué à TES la gestion du cinquième terminal méthanier décidé à l'automne 2022, sur sa base de Wilhelmshaven, dans le nord du pays, en compagnie d'Engie et d'E.ON. L'intérêt de ce projet repose d'une part sur l'utilisation des infrastructures existantes et d'autre part sur le coût très bas des renouvelables dans certains pays, tombé à 10 €/MWh contre 30 à 40 €/MWh à terme en Europe.

### Énergie nucléaire
Concernant l'énergie nucléaire, il est nécessaire de distinguer ressources primaires (les combustibles) et ressources secondaires (l'énergie électrique produite). Alors que les combustibles sont presque entièrement importés, l'énergie produite est considérée dans les statistiques françaises comme une énergie locale, étant donné le très faible poids des combustibles bruts dans le coût total du kWh nucléaire. Mais les statistiques allemandes préfèrent les classer dans les énergies importées.
Les besoins en uranium des centrales allemandes se sont élevées en 2015 à 1 321 tU (tonnes d'uranium) et en 2016 à 1 396 tU alors que la production d'uranium s'est limitée à 45 tU en 2016.
En 2020, la production d'énergie nucléaire atteignait 702 PJ soit 5,9 % de la consommation allemande d'énergie primaire, contre 6,4 % en 2019 et 10,8 % en 2010.
Dans le contexte du début de la guerre en Ukraine, le ministre fédéral vert de l’Économie et du Climat, Robert Habeck annonce qu'il « ne s'opposera pas idéologiquement à la poursuite de l'utilisation de l'énergie nucléaire en République fédérale ». Et pour les centrales à charbon, c'est la même chose. La crise énergétique mondiale a, en effet, relancé la discussion sur la justification de l’arrêt de l’ensemble des centrales nucléaires au regard de la situation dramatique de pénurie énergétique dans laquelle l’Allemagne risque de se trouver à très courte échéance. Néanmoins, si cela est techniquement possible, une remise en route de centrales en cours d’arrêt ou en préparation d’arrêt nécessite notamment le remplacement du système de tuyauterie de sorte qu’il ne faudrait pas moins de 15 mois dans le meilleur des cas pour relancer ces centrales. Pour Patricia Commun, « la décision de sortie du nucléaire privant l’Allemagne de 12 % de sa production d’électricité d’ici à fin 2022 a donc déjà produit ses effets inéluctables. »
Le 14 avril 2023, les trois dernières centrales nucléaires électrogènes allemandes d’Isar, d'Emsland et de Neckarwestheim III sont définitivement débranchées du réseau. Néanmoins, le pays poursuit ses investissements dans la fusion nucléaire « pour qu'une centrale à fusion puisse voir le jour en Allemagne dès que possible ».

### Coûts de production

#### Financement des énergies renouvelables
La production EnR est achetée par les fournisseurs d'électricité à un tarif d'achat réglementé (moyenne 2011 : 171,5 €/MWh); le surcoût de ce tarif par rapport aux prix de marché (soit 128,3 €/MWh) est répercuté sur les consommateurs d'électricité sous la forme d'un prélèvement uniforme (EEG-Umlage) sur tous les kWh consommés (sauf pour les industries électro-intensives, qui ne paient qu'un prélèvement minoré à 0,5 €/MWh afin de préserver leur compétitivité à l'export) ; cet EEG-Umlage atteignait en 2011 une moyenne de 35,9 €/MWh, soit 14 % du prix moyen 2011 du kWh (249,5 €/MWh) pour un ménage-type de trois personnes consommant 3 500 kWh/an ; en comparaison, pour un ménage français, le prix moyen du kWh est d'environ 120 €/MWh et le prélèvement analogue à l'EEG-Umlage, appelé CSPE (Contribution au service public de l'électricité), atteignait 7,5 €/MWh en 2011, puis 10,5 €/MWh au 2e semestre 2012, dont 52,1 % pour les surcoûts de rachat des énergies renouvelables. Les 35,9 €/MWh de EEG-Umlage se répartissent entre 49 % pour le solaire, 23 % pour l'éolien et 26 % pour la biomasse. La croissance très rapide de ce fardeau a amené le gouvernement à abaisser fortement les tarifs d'achat pour le solaire.
La part de la production d'énergies renouvelables éligible aux tarifs d'achat réglementés est de 85 % : 100 % pour toutes les EnR, sauf l'hydraulique (dont 28 % est éligible) et les déchets.
La rémunération versée en 2018 à travers l'EEG-Umlage est prévue à 23,8 G€ (13,18 G€ en 2010), dont 40 % pour le photovoltaïque, 27 % pour la biomasse, 24 % pour l'éolien terrestre, etc. ; elle s'appliquerait à 350 TWh, si bien que le coût moyen serait de 6,79 c€/kWh.
Le gouvernement a mis en 2011 à la disposition des producteurs d'EnR, par un amendement à la loi EEG sur les EnR, une série d'options (autoconsommation, prime de marché, privilège au kWh vert, etc.) pour une commercialisation directe de leur production ; un basculement progressif du tarif d'achat vers ces options s'est produit : en 2015, sur les 163,4 TWh éligibles aux subventions de la loi EEG, 49,56 TWh (30 %) étaient encore sous le régime des tarifs d'achat, 112,13 TWh (69 %) sous celui de la commercialisation directe et 0,9 TWh (0,5 %) sous celui de l'autoconsommation rémunérée (solaire uniquement) et 0,7 TWh (0,4 %) autoconsommés hors statut.
Le rapport 2014 de l'EFI (Expertenkommission Forschung und Innovation, Commission d’experts sur la recherche et l’innovation), créée par le gouvernement fédéral allemand avec mission de fournir des avis sur la politique scientifique, fait un bilan très négatif de la loi allemande sur les énergies renouvelables (Erneuerbare-Energien-Gesetz - EEG) : non seulement elle coûte excessivement cher (le total des subventions aux EnR a atteint 22,9 G€ pour l'année 2013, et le surcoût répercuté sur les factures d'électricité des consommateurs atteint 5,28 c€/kWh en 2013, soit près de 20 % du prix total de l'électricité), mais de plus elle n'a pas contribué à la lutte contre le changement climatique, mais simplement relocalisé les émissions de gaz à effet de serre de l'industrie vers d'autres secteurs et vers d'autres pays, et n'a pas eu d'effet stimulant pour l'innovation, comme le montre l'analyse des dépôts de brevets. L'EFI en conclut qu'il n'existe aucune justification pour la poursuite de cette politique.

#### Prix des énergies renouvelables
La prime pour différence (subvention) moyenne versée (prix garanti moins prix de marché) en 2015 était de 138 €/MWh pour un prix moyen sur le marché de gros de 30,8 €/MWh :
| Énergie                   | 2012 | 2013 | 2014 | 2015 | 2016p | 2017p |
| Photovoltaïque            | 306  | 286  | 278  | 274  | 265   | 260   |
| Éolien terrestre          | 60   | 64   | 67   | 66   | 64    | 65    |
| Éolien offshore           | 127  | 135  | 144  | 155  | 157   | 161   |
| Biomasse                  | 135  | 144  | 150  | 152  | 149   | 154   |
| Hydraulique               | 45   | 53   | 58   | 59   | 56    | 62    |
| Total EnR                 | 138  | 141  | 143  | 138  | 132   | 132   |
| Prix moyen marché de gros | 43,9 | 36,9 | 32,2 | 30,8 | 31,3  | 26,8  |

Le BDEW décrit l'« effet merit order » des EnR sur le prix du marché de gros : lors d'un afflux d'énergie éolienne ou solaire (sans offre de prix, car leur coût marginal est nul), les prix du marché spot sont poussés vers le bas : le prix du marché en 2016 s'élevait en moyenne à 37 €/MWh lorsque la production éolienne était nulle et à 21 €/MWh lorsqu'elle était à son maximum. Le photovoltaïque a un effet additionnel pendant les heures du milieu de la journée, estimé à -4,6 €/MWh.
Du fait des prix très élevés de l'électricité en Allemagne, la parité réseau est atteinte depuis avril 2012 : le coût de l'électricité produite par les nouvelles installations photovoltaïques est inférieur à tous les tarifs résidentiels de l'électricité du réseau ; en août 2013, il est de 10,25 à 14,80 c€/kWh (tarif d'achat réglementé) au lieu de 24,42 à 40,28 c€/kWh TTC (tarif réseau moyen selon consommation d'après Eurostat database) et les tarifs d'achat de l'électricité produite par des installations de 10 kWc et plus (surface > 80 m2) sont inférieurs (10,25 à 14,04 c€/kWh) au tarif industriel moyen de l'électricité du réseau (17,27 c€/kWh pour 500 à 2 000 MWh/an). Le gouvernement allemand a donc décidé de supprimer, à partir du 1er janvier 2014, la prime à l’autoconsommation devenue inutile.
Ces différentes politiques ont eu pour résultat que les prix de l'électricité des ménages ont plus que doublé en un peu plus d'une décennie. Ils sont passés de 0,14 €/kWh en 2000 à plus de 0,29 €/kWh en 2015. 52 % de la facture d'électricité payée par les particuliers est alors composée de taxes et d'aides aux énergies renouvelables. Ainsi, en 2015, le coût de la transition énergétique est évalué à 28 milliards d'euros pour les consommateurs, l'Allemagne devant verser près de 24 milliards d'euros de subventions aux producteurs d'énergies renouvelables chaque année.

## Consommation d'énergie primaire
Le graphique qui aurait dû être présenté ici ne peut pas être affiché car il utilise l'ancienne extension Graph, désactivée pour des questions de sécurité. Des indications pour créer un nouveau graphique avec la nouvelle extension Chart sont disponibles ici.

Consommation d'énergie primaire par source en Allemagne.
Source : AGEB.
La consommation d'énergie primaire de l'Allemagne atteignait 10 276 PJ en 2023, en recul de 30,1 % par rapport à 1990. Elle se répartissait en 77,6 % d'énergies fossiles (charbon et lignite : 17,6 %, pétrole : 34,1 %, gaz naturel : 25,9 %), 0,8 % de nucléaire, 21,3 % d'énergies renouvelables (biomasse-déchets : 13,0 %, éolien et solaire : 7,6 %, hydroélectricité : 0,7 %) et 0,3 % d'électricité importée.
L'Energy Institute estime la consommation d'énergie primaire en Allemagne en 2023 à 11,41 EJ, en baisse de 7,1 % en 2023 et de 18 % depuis 2013, soit 1,8 % de la consommation mondiale, et la consommation d'énergie primaire par habitant à 137,0 GJ en 2023, supérieure de 80 % à la moyenne mondiale (77 GJ) et de 2,4 % à celle de la France (133,8 GJ), mais inférieure de 50,6 % à celle des États-Unis (277,3 GJ).
La consommation d'énergie primaire par habitant de l'Allemagne s'élevait en 2023, dans les statistiques de l'Agence internationale de l'énergie, à 121,6 GJ ; elle était supérieure de 55 % à la moyenne mondiale : 78,3 GJ en 2022 ; celle de la France était de 130,6 GJ, celle de la Chine de 112,4 GJ et celle des États-Unis de 268,9 GJ.
Selon de premières estimations, la consommation d'énergie primaire a connu en 2020 un recul de 8,7 %. Comme la part des énergies renouvelables et du gaz a progressé, les émissions de CO2 liées à l'énergie devraient baisser encore plus fortement : environ -12 %. Ces variations très importantes sont dues principalement aux effets des mesures prises en réaction à la pandémie de Covid-19. La consommation de pétrole a reculé de 12,1 %, celle de gaz naturel de 3,4 %, celle de charbon de 18,3 % et celle de lignite de 18,2 %. L'énergie nucléaire a reculé de 14,4 % du fait de la fermeture programmée de la centrale nucléaire de Philippsburg à la fin de 2019. La production éolienne a progressé de 7 % et celle du solaire de 9 %, celle de l'hydraulique a reculé de 5 %.
La part des énergies renouvelables a progressé de 1,6 point. Le solde exportateur d'électricité a fortement décru : -42 %. La structure de la consommation d'énergie primaire a connu des changements significatifs : la part du pétrole est passée de 35,2 % à 34,3 %, celle du gaz naturel de 25,2 % à 26,5 %, celle du charbon de 8,5 % à 7,5 %, celle du lignite de 9,1 % à 8,0 %, celle du nucléaire de 6,4 % à 5,9 %, celle des renouvelables de 14,9 % à 16,5 %.
| Énergie | 1990   | %    | 2000   | %    | 2010   | %    | 2015   | 2018   | 2019   | 2020*  | % 2020 | Var. 2020 /1990 (%) |
| Charbon | 2 306  | 15,5 | 2 021  | 14,0 | 1 714  | 12,1 | 1 729  | 1 428  | 1 084  | 897    | 7,5    | -61                 |
| Lignite | 3 201  | 21,5 | 1 550  | 10,8 | 1 512  | 10,6 | 1 565  | 1 481  | 1 163  | 958    | 8,0    | -70                 |
| Pétrole | 5 228  | 35,1 | 5 499  | 38,2 | 4 684  | 32,9 | 4 491  | 4 452  | 4 511  | 4 087  | 34,3   | -22                 |
| Gaz naturel | 2 304  | 15,5 | 2 996  | 20,8 | 3 181  | 22,4 | 2 781  | 3 099  | 3 222  | 3 147  | 26,5   | +37                 |
| Total fossiles | 13 039 | 87,6 | 12 066 | 83,8 | 11 091 | 78,0 | 10 566 | 10 460 | 9 980  | 9 089  | 76,4   | -30                 |
| Nucléaire | 1 668  | 11,2 | 1 851  | 12,9 | 1 533  | 10,8 | 1 001  | 829    | 819    | 702    | 5,9    | -58                 |
| EnR | 196    | 1,3  | 417    | 2,9  | 1 413  | 9,9  | 1 644  | 1 802  | 1 904  | 1 961  | 16,5   | +900                |
| Autres** | 0      | 0    | 56     | 0,4  | 243    | 1,7  | 224    | 214    | 218    | 214    | 1,8    | ns                  |
| Solde élec.*** | 3      | 0,02 | 11     | 0,1  | -64    | -0,4 | -174   | -175   | -118   | -68    | -0,6   | ns                  |
| Total | 14 905 | 100  | 14 401 | 100  | 14 217 | 100  | 13 262 | 13 129 | 12 805 | 11 899 | 100    | -20                 |
| Source : AGEB ; * 2020 : provisoire ** Autres : déchets non renouvelables et « chaleur résiduelle pour la production d'électricité et de chaleur ». *** solde élec. = solde des échanges internationaux d'électricité. |        |      |        |      |        |      |        |        |        |        |        |                     |

En 2019, la consommation estimée a connu un recul de 2,3 % à 12 815 PJ causé en grande partie par la crise subie par l'industrie allemande (en particulier dans l'automobile). Comme la baisse de la consommation de charbon a été très prononcée, les émissions de CO2 ont baissé de plus de 7 %. La consommation de pétrole a progressé de 1,7 % ; celle de gaz naturel a augmenté de 3,6 %, à la fois pour le chauffage et pour la production d'électricité. La consommation de charbon a chuté de 20,5 % et celle de lignite de 20,7 %, en partie à cause de la baisse de consommation de la sidérurgie, mais surtout de celle des centrales électriques, du fait des progrès des renouvelables (+4 %, en particulier l'éolien : +15 %) et du gaz, favorisé par la forte hausse des prix des quotas de carbone, qui explique également la baisse prononcée des exportations d'électricité. La consommation d'énergie primaire est tirée du pétrole à 35,3 %, du gaz naturel à 25 %, du charbon à 8,8 %, du lignite à 9,1 %, du nucléaire à 6,4 % et des renouvelables à 14,7 %.
La consommation d'énergie est très sensible à la température : ainsi, en 2011, année marquée par un climat exceptionnellement doux, la consommation d'énergie primaire a baissé de 5,3 % ; l'AGEB estime qu'après correction de cet effet température, la baisse de consommation n'est plus que de 1 % ; de même en 2014, année très douce, elle a baissé de 4,8 %. L'effet température est particulièrement marqué sur les consommations des ménages et du tertiaire : ainsi, la consommation d'énergie finale des ménages chute de 18 % en 2011.

## De l'énergie primaire consommée à l'énergie finale consommée
Entre la consommation brute, au niveau de la production ou de l'importation d'énergie (énergie primaire) et la consommation au niveau de l'utilisateur final (énergie finale), les transformations (raffinage, production d'électricité, etc.) et le transport d'énergie causent des pertes. Pour plus de détails, voir Bilan énergétique.
Tous ces flux peuvent se résumer en un tableau sous forme de bilan Ressources/Emplois, dénommé « bilan énergétique national » :
| Bilan énergétique 2022              |                                     |                                     |                                        |                                        |                                        |
| Ressources                          | PJ                                  | %                                   | Emplois                                | PJ                                     | %                                      |
| Production d’énergie primaire       | 4 008                               | 35,3                                | Consommation branche énergie           | 2 470                                  | 21,8                                   |
| Importations                        | 9 760                               | 85,9                                | Consommation finale non énergétique    | 844                                    | 7,4                                    |
| Exportations                        | -1 621                              | -14,3                               | Consommation finale énergétique        | 7 917                                  | 69,7                                   |
| Soutes + var.stocks                 | -791                                | -7,0                                | Écarts statistiques                    | 125                                    | -1,1                                   |
| Total ressources                    | 11 356                              | 100                                 | Total emplois                          | 11 356                                 | 100                                    |
| Détail consommation branche énergie | Détail consommation branche énergie | Détail consommation branche énergie | Détail consommation finale énergétique | Détail consommation finale énergétique | Détail consommation finale énergétique |
| Pertes de conversion                | 1 808                               | 73,2                                | Industrie                              | 2 239                                  | 28,3                                   |
| Usage propre branche énergie        | 507                                 | 20,5                                | Transport                              | 2 127                                  | 26,9                                   |
| Pertes                              | 155                                 | 6,3                                 | Résidentiel                            | 2 333                                  | 29,5                                   |
|                                     |                                     |                                     | Tertiaire                              | 1 059                                  | 13,4                                   |

L'Allemagne importe 85,9 % de l'énergie qu'elle consomme, mais elle en exporte 14,3 %. Son taux de dépendance énergétique est donc de 71,6 %.
L'énergie primaire consommée par les branches non énergétiques comprend notamment les consommations de produits pétroliers et gaz utilisés comme matières premières dans la pétrochimie ; en Allemagne, la consommation de ces branches est de 7,9 % de l'énergie primaire consommée.
Pour plus de détails sur le contenu des rubriques de ce tableau, voir bilan énergétique.

## Énergie finale consommée

### Consommation finale répartie par source
Le graphique qui aurait dû être présenté ici ne peut pas être affiché car il utilise l'ancienne extension Graph, désactivée pour des questions de sécurité. Des indications pour créer un nouveau graphique avec la nouvelle extension Chart sont disponibles ici.

Consommation finale d'énergie (principales sources) en Allemagne
Source : AGEB
En 2020, l'énergie finale consommée provient à 65 % des combustibles fossiles : pétrole 35,3 %, gaz 25,2 %, charbon + lignite 4,5 %. Il s'agit seulement de leurs utilisations directes (transports, chauffage, industrie), puisque les rubriques « électricité » et « réseaux de chaleur » incluent toutes les énergies primaires employées pour produire l'électricité et la chaleur de réseau : fossiles, nucléaire et énergies renouvelables.
| en PJ | 1990  | %    | 2000  | %    | 2010  | %    | 2015  | 2018  | 2019  | 2020* | % 2020 | Var. 2020 /1990 (%) |
| Charbon | 571   | 6,0  | 432   | 4,7  | 375   | 4,0  | 382   | 360   | 339   | 304   | 3,6    | -47                 |
| Lignite | 975   | 10,3 | 82    | 0,9  | 89    | 1,0  | 84    | 86    | 79    | 77    | 0,9    | -92                 |
| Pétrole | 4 061 | 42,9 | 4 148 | 44,9 | 3 431 | 36,9 | 3 322 | 3 312 | 3 396 | 2 944 | 35,3   | -28                 |
| Gaz | 1 789 | 18,9 | 2 328 | 25,2 | 2 352 | 25,3 | 2 163 | 2 189 | 2 185 | 2 098 | 25,2   | +17                 |
| Électricité(1) | 1 638 | 17,3 | 1 780 | 19,3 | 1 899 | 20,4 | 1 853 | 1 848 | 1 800 | 1 746 | 20,9   | +7                  |
| Réseaux de chaleur | 383   | 4,0  | 265   | 2,9  | 472   | 5,1  | 402   | 394   | 403   | 377   | 4,5    | -2                  |
| EnR thermiques(2) | 54    | 0,6  | 201   | 2,2  | 617   | 6,6  | 622   | 660   | 696   | 717   | 8,6    | +1 228              |
| Autres | 0     | 0    | 0     | 0    | 74    | 0,8  | 70    | 76    | 76    | 77    | 0,9    | ns                  |
| Total | 9 472 | 100  | 9 235 | 100  | 9 310 | 100  | 8 898 | 8 924 | 8 973 | 8 341 | 100    | -12                 |
| * 2020 : provisoire (1) Y compris électricité produite par les EnR : hydro, éolien, solaire photovoltaïque, biomasse, déchets. (2) Biomasse, déchets, géothermie, solaire thermique, pompes à chaleur. |       |      |       |      |       |      |       |       |       |       |        |                     |

Dans ce tableau, la rubrique EnR ne prend en compte que les EnR thermiques ; l'électricité produite par les EnR représentait 43,4 % de la production brute d'électricité 2020, soit 758 PJ, ce qui porte les EnR à 1 475 PJ, soit 17,7 % de l'énergie finale consommée.
En 2021, l'Allemagne est le principal utilisateur de lignite de l'Union européenne avec 126 Mt (45,66 % de la consommation dans l'Union européenne) loin devant la Pologne avec 52,6 Mt (19,02 %), la République tchèque avec 28,9 Mt (10,45 %) et la Bulgarie avec 28,3 Mt (10,23 %),.

### Consommation finale répartie par secteur
Le graphique qui aurait dû être présenté ici ne peut pas être affiché car il utilise l'ancienne extension Graph, désactivée pour des questions de sécurité. Des indications pour créer un nouveau graphique avec la nouvelle extension Chart sont disponibles ici.

Consommation finale d'énergie par secteur en Allemagne, 1990-2020.
Source : AGEB
| En PJ                | 1990  | %    | 2000  | %    | 2010  | %    | 2015  | 2018  | 2019  | 2020* | % 2020 | Var. 2020 1990 (%) |
| Industrie            | 2 977 | 31,4 | 2 421 | 26,2 | 2 592 | 27,8 | 2 548 | 2 601 | 2 512 | 2 364 | 28,3   | -21                |
| Transport            | 2 379 | 25,1 | 2 751 | 29,8 | 2 559 | 27,5 | 2 621 | 2 704 | 2 722 | 2 292 | 27,5   | -4                 |
| Résidentiel          | 2 383 | 25,2 | 2 584 | 28,0 | 2 676 | 28,7 | 2 302 | 2 320 | 2 425 | 2 411 | 28,9   | +1                 |
| Commerce et services | 1 733 | 18,3 | 1 478 | 16,0 | 1 483 | 15,9 | 1 428 | 1 299 | 1 315 | 1 273 | 15,3   | -27                |
| Total                | 9 472 | 100  | 9 235 | 100  | 9 310 | 100  | 8 898 | 8 924 | 8 973 | 8 341 | 100    | -12                |
| * 2020 : provisoire. |       |      |       |      |       |      |       |       |       |       |        |                    |

Les consommations du secteur résidentiel et, dans une moindre mesure, du secteur tertiaire sont sensibles au climat du fait du chauffage, d'où les fluctuations visibles sur le graphique.

### Consommation finale résidentielle
Le graphique qui aurait dû être présenté ici ne peut pas être affiché car il utilise l'ancienne extension Graph, désactivée pour des questions de sécurité. Des indications pour créer un nouveau graphique avec la nouvelle extension Chart sont disponibles ici.

Consommation finale d'énergie résidentielle en Allemagne, 1990-2020
Source : AGEB
Le graphique ci-contre montre l'évolution des consommations d'énergie des ménages allemands hors transport (consommation résidentielle) par source d'énergie. Les sources « électricité » et « chauffage urbain » intègrent toutes les sources primaires de production d'électricité et de chaleur, y compris les EnR « électriques » (hydraulique, éolien, solaire, etc.) et la production d'électricité et de chaleur à partir de biomasse et de déchets. La rubrique « EnR thermiques » comprend seulement l'utilisation directe des énergies renouvelables pour produire de la chaleur (chauffage au bois, chauffe-eau solaires, pompes à chaleur, etc.).
L'utilisation directe du lignite, consommé sous forme de briquettes pour le chauffage, représentait encore 14,7 % de la consommation des ménages en 1990 et celle du charbon 1,6 % ; elles ont très rapidement décru durant la décennie 1990 (1,9 % au total en 2000), compensées par l'essor du gaz et du fioul. La forte baisse du fioul à partir de 1997 a été en partie compensée par la progression des énergies renouvelables thermiques (bois, biogaz, solaire thermique, etc.) et de l'électricité.
En 2020, le gaz occupe de loin la première place : 37,9 % de la consommation (contre 26,6 % en 1990), suivi par le fioul (21,1 % contre 31,1 % en 1990) et l'électricité (18,7 % contre 17,7 %) ; loin derrière viennent les énergies renouvelables thermiques (14,1 % contre 1,6 % en 1990) et le chauffage urbain (7,6 % contre 6,7 % en 1990).
En 2010, la consommation des ménages était de 2 676 PJ, soit 63,9 Mtep, ce qui donne une consommation résidentielle par habitant de 0,782 tep ; en comparaison, la consommation des ménages français était de 50,2 Mtep, soit 0,770 tep/hab ; mais le même calcul effectué sur 2011 donne 0,641 tep/hab en Allemagne, et 0,774 tep/hab en France ; en effet, 2010 a été une année très froide et 2011 une année douce ; or les données françaises sont corrigées de l'effet température, et les données allemandes ne le sont pas ; la moyenne des 2 années donne pour l'Allemagne une consommation de 711 tep/hab ; on peut donc conclure que les ménages allemands consomment environ 8 % moins que les français.
Les systèmes de chauffage dans les nouvelles habitations en 2012 se répartissaient entre le gaz (environ 50 %), les pompes à chaleur (24 à 25 %), le chauffage urbain (16 %) et le bois (6 %). Dans les logements existants, la part du gaz est passée de 15 % en 1975 à 39,7 % en 1996 et 49,1 % en 2011, mais cette part semble se stabiliser depuis 2007 ; la part du fioul a chuté de 52 % en 1975 à 33,6 en 1996, puis à 29,3 % en 2011, et cette régression va se poursuivre puisqu'il ne reste que moins de 1 % de chauffage au fioul dans les nouvelles constructions ; charbon, lignite et bois ont chuté de 20 % en 1975 à 8 % en 1996 et 2,8 % en 2011, mais le bois se développe depuis 2005 ; le chauffage urbain progresse lentement de 7 % environ en 1975 à 12 % en 1996 et 12,7 % en 2011 : enfin, l'électricité (y compris celle consommée par les pompes à chaleur) reste stable aux environs de 6 % de 1975 à 2011.
Le graphique qui aurait dû être présenté ici ne peut pas être affiché car il utilise l'ancienne extension Graph, désactivée pour des questions de sécurité. Des indications pour créer un nouveau graphique avec la nouvelle extension Chart sont disponibles ici.

Facteurs explicatifs de la consommation d'énergie résidentielle en Allemagne
Source : BMWI,
Le graphique ci-contre montre très clairement l'articulation des principaux facteurs explicatifs des consommations d'énergie des ménages :
- population : la population résidente, après avoir légèrement augmenté au cours des années 1990, de 79,4 Mhab (millions d'habitants) en 1990 à 81,5 Mhab en 1996, sous l'effet du flux important d'immigration déclenché par la chute du rideau de fer et par la réunification (en particulier, plusieurs centaines de milliers d'Allemands de souche vivant dans les pays de l'Est, surtout en Russie, sont revenus vers la mère Patrie[n 12]), s'est stabilisée jusqu'en 2004 ; dans les années 2000, l'accroissement naturel négatif (–0,2 % par an) qui caractérise l'Allemagne a repris le dessus : la population baisse peu à peu jusqu'en 2011 : 80,3 Mhab ; depuis, l'immigration dépassant le déficit démographique naturel, la population progresse lentement, atteignant 81,7 Mhab en 2015, puis bondit à 82,7 Mhab en 2017 après une vague de réfugiés du Moyen-Orient, avant de retrouver un rythme lent : 83,2 Mhab en 2020 ; en trente ans, la population s'est accrue de 4,8 % ;
- le nombre de ménages augmente bien plus rapidement, de 34,9 millions en 1990 à 41,6 millions en 2020 (+19,3 %), sous l'effet du phénomène de décohabitation général dans les pays développés (les familles se scindent, les enfants prenant leur indépendance de plus en plus tôt et les divorces multipliant les familles monoparentales) ;
- la parc de logements augmente encore plus vite : +26,4 %, du fait de la croissance des résidences secondaires ;
- la surface habitable s’accroît encore plus vite que le parc : +38 %, les logements étant de plus en plus vastes.

Cette analyse permet de comprendre pourquoi, malgré les efforts d'économie d'énergie (isolation, appareils ménagers plus économes, etc.), la consommation d'énergie des ménages parvient difficilement à baisser. On peut cependant constater qu'après une forte hausse des consommations jusqu'en 1996, une nette tendance à la baisse (bien visible sur le graphique malgré les fluctuations dues aux écarts climatiques) semble prévaloir, mais c'est seulement en 2013-14 qu'elle a réussi à compenser les excès des années 1990, ramenant enfin la consommation par habitant au-dessous de son niveau de 1990 à partir de 2014-2015.
Une analyse encore plus fine permet de constater que, sur la période 1996-2017 :
- le chauffage passe de 78,6 % des consommations totales des ménages en 1996 à 68,3 % en 2020 et sa consommation baisse de 30,5 % en 24 ans : cela peut s'expliquer par un effort d'isolation des logements, mais aussi par des changements de mode de chauffage amenant des gains de rendement ; la part du pétrole baisse fortement (de 28,6 % à 17,7 % des consommations totales) ainsi que celles du charbon (de 4,3 % à 0,5 %) et de l'électricité (de 3,2 % à 1,1 %) au bénéfice des énergies renouvelables (de 0 à 12,4 %) et du chauffage urbain (de 5,2 % à 6,9 %), mais le gaz reste l'énergie de chauffage no 1 (de 34,1 % à 29,7 %) ;
- l'eau chaude passe de 10,7 % à 15,9 % (gaz : 8,0 % contre 4,1 % en 1996, fioul : 3,2 % contre 2,9 %, électricité : 2,1 % contre 2,7 %, chauffage urbain : 0,7 % contre 0,7 %, renouvelables : 1,7 % contre 0 % : les chauffe-eau solaires percent peu à peu) ; sa consommation progresse de 18,7 % en 24 ans ;
- les autres usages thermiques (électroménager) progressent de 3,3 % à 5,9 % (presque entièrement électriques) ; leur consommation progresse de 43 % en 24 ans ;
- le froid (réfrigérateurs, congélateurs) représente 4,2 % ; la climatisation est négligeable : 0,2 % ;
- les usages télécoms et informatiques représentent 3,2 % ; leur consommation a baissé de 13 % en 12 ans (2008-2020) ;
- la part de l'éclairage progresse de 1,4 % à 1,5 %, mais sa consommation baisse de 18 %.

### Consommation finale des transports
Le graphique qui aurait dû être présenté ici ne peut pas être affiché car il utilise l'ancienne extension Graph, désactivée pour des questions de sécurité. Des indications pour créer un nouveau graphique avec la nouvelle extension Chart sont disponibles ici.

Facteurs explicatifs de la consommation d'énergie des transports en Allemagne
Source : BMWE,
Le graphique ci-contre montre clairement l'articulation des principaux facteurs explicatifs des consommations d'énergie des transports (ramenés en base 100 en 1991) :
- le nombre de voitures augmente assez rapidement : de 36,8 millions en 1991 à 47,7 millions en 2020 ; après correction d'un changement de méthode statistique[n 13], la progression totale sur 29 ans est d'environ 47 %[d 11] ;
- le transport de passagers (en milliards de personnes-km, ici ramené en base 100 en 1991) augmente très fortement (+14 %) de 1990 à 1994, du fait de l'arrivée sur le marché des Ossies (Allemands de l'Est) et des Spätaussiedler (immigrants de souche allemande revenus en Allemagne après la chute du rideau de fer), dont la plupart accédaient pour la première fois à l'automobile ; après 1994, la progression ralentit mais se poursuit, malgré la baisse de la population ; au total, le volume du transport de passagers progresse de 34 % en 29 ans ; la voiture individuelle reste le moyen de transport prépondérant : 78,5 % en 2020 contre 82,5 % en 1990, mais la part des chemins de fer progresse de 6,1 % à 8,6 % et celle de l'avion de 2,5 % à 6,1 %, alors que les transports publics urbains reculent de 8,9 % à 6,8 %[d 11] ;
- le transport de marchandises (en milliards de tonnes-km, ici ramené en base 100 en 1991) a connu une croissance explosive jusqu'à 2008 : +64 %, suivie d'une chute brutale (-10,7 %) en 2009, du fait de la crise économique ; le niveau de 2008 n'a été retrouvé qu'en 2015 ; là aussi, la route est prépondérante, et sa part progresse fortement : de 56,6 % en 1990 à 71,1 % en 2020, aux dépens de tous les autres moyens de transport : le chemin de fer régresse de 20,6 % à 18,9 %, la voie d'eau de 18,2 % à 7,3 % et les oléoducs et gazoducs de 4,4 % à 2,5 %[d 11] ;
- en comparaison de ces facteurs explicatifs, la croissance de 12 % des consommations d'énergie des transports entre 1991 et 2019[d 12] apparaît modeste : après une croissance assez vive, mais très inférieure à celles des indicateurs ci-dessus, jusqu'en 1999, ces consommations ont baissé d'année en année jusqu'en 2012, avant de remonter légèrement depuis, ce qui montre l'ampleur des progrès réalisés dans l'efficacité énergétique du secteur ; en 2020, ces consommations s'effondrent du fait de la crise sanitaire.

Selon l'association négaWatt, même si l'Allemagne a jusqu'à présent, de son point de vue, plutôt bien négocié le virage de la transition énergétique, le poids de l'industrie automobile est tel que la transition énergétique pourrait être mise à mal par le secteur des transports.

## Secteur de l'électricité
| \| Production brute d'électricité par source en 2024 (source AGEB) \| Production brute d'électricité par source en 2024 (source AGEB) \| Production brute d'électricité par source en 2024 (source AGEB) \| Production brute d'électricité par source en 2024 (source AGEB) \| Production brute d'électricité par source en 2024 (source AGEB) \| \| --------------------------------------------------------------- \| --------------------------------------------------------------- \| --------------------------------------------------------------- \| --------------------------------------------------------------- \| --------------------------------------------------------------- \| \| Source d'électricité \| \| \| \| Part de la production électrique (%) \| \| Lignite \| Lignite \| \| 16 \| 16 \| \| Charbon \| Charbon \| \| 5.3 \| 5.3 \| \| Gaz naturel \| Gaz naturel \| \| 15.6 \| 15.6 \| \| Pétrole \| Pétrole \| \| 1 \| 1 \| \| Photovoltaïque \| Photovoltaïque \| \| 14.9 \| 14.9 \| \| Éolien \| Éolien \| \| 28.5 \| 28.5 \| \| Biomasse \| Biomasse \| \| 8.8 \| 8.8 \| \| Hydraulique \| Hydraulique \| \| 4.3 \| 4.3 \| \| Autres \| Autres \| \| 5.7 \| 5.7 \| |                |  |      |                                      |
| Production brute d'électricité par source en 2024 (source AGEB) |                |  |      |                                      |
| Source d'électricité |                |  |      | Part de la production électrique (%) |
| Lignite | Lignite        |  | 16   | 16                                   |
| Charbon | Charbon        |  | 5.3  | 5.3                                  |
| Gaz naturel | Gaz naturel    |  | 15.6 | 15.6                                 |
| Pétrole | Pétrole        |  | 1    | 1                                    |
| Photovoltaïque | Photovoltaïque |  | 14.9 | 14.9                                 |
| Éolien | Éolien         |  | 28.5 | 28.5                                 |
| Biomasse | Biomasse       |  | 8.8  | 8.8                                  |
| Hydraulique | Hydraulique    |  | 4.3  | 4.3                                  |
| Autres | Autres         |  | 5.7  | 5.7                                  |

L'électricité représentait seulement 19,6 % de la consommation finale d'énergie totale en Allemagne en 2022.
D'après les estimations provisoires publiées en décembre 2024 par le groupe de travail sur les bilans énergétiques (AGEB) de l'industrie énergétique allemande, la production brute d'électricité de l'Allemagne s'est élevée en 2024 à 495 TWh, en baisse de 2,8 % par rapport à 2023. La production des centrales au lignite baisse de 8,4 %, atteignant une part de 16,0 % ; celle des centrales au charbon diminue de 31,5 % et tombe à 5,3 %, le nucléaire disparait, le gaz naturel progresse de 0,3 % pour atteindre 15,6 % et le pétrole recule de 0,2 %, restant à 1 %, les renouvelables progressent de 4,4 %, totalisant 57,6 % (éolien terrestre : -2,1 %, part de 23,1 % ; éolien en mer : +11,8 %, part de 5,4 % ; solaire : +16,4 %, part de 14,9 % ; biomasse : +0,4 %, part de 8,8 % ; hydroélectricité : +6,1 %, part de 4,3 % ; déchets : -2,9 %, à 1,1 % ; géothermie : +9,3 %, à 0,04 %). Le pompage-turbinage représente 1,2 %, la part non renouvelable des déchets ménagers 1,2 % et les déchets industriels 0,1 %. Les importations progressent de 15,2 %, les exportations baissent de 3,3 % et le solde importateur atteint 21,7 TWh (+136 %), contre un solde exportateur de 27,3 TWh en 2022. Ce basculement explique en grande partie la forte baisse de la production (-14,3 % en deux ans), à laquelle contribue également la baisse de la consommation brute (-6,3 % en deux ans).

## Réseaux de chaleur
La chaleur distribuée par les réseaux de chaleur, soit 367,1 PJ, représente 4,2 % de la consommation finale d'énergie en 2022 ; elle a baissé de 4 % depuis 1990, année où sa part n'était que de 3,8 %.
L'Allemagne se situait en 2022 au 3e rang mondial pour la production de chaleur de réseau avec 2,4 % du total mondial, loin derrière la Chine (44,7 %) et la Russie (30,9 %).
La production de chaleur atteint 420,4 PJ en 2023, répartie en 69,8 % d'énergies fossiles (gaz naturel : 49,2 %, charbon : 18,7 %, pétrole : 1,9 %), 19,5 % d'énergies renouvelables (biomasse : 9,4 %, déchets : 9,3 %, géothermie : 0,7 %, solaire thermique : 0,02 %), 9,3 % de déchets non renouvelables et 1,5 % d'autres énergies.
Les réseaux de chaleur et de froid sont alimentés pour 15,6 % par les énergies renouvelables en 2020 ; la production de chaleur par les EnR atteignait 181,7 TWh, en progression de 9,7 % par rapport à 2010 ; elle se répartissait en 77,3 % de biomasse, 8,8 % de pompes à chaleur, 8,3 % de déchets, 4,8 % de solaire thermique et 0,8 % de géothermie profonde.
La chaleur est consommée en 2021 par l'industrie à 42,5 %, le secteur résidentiel à 43,7 % et le secteur tertiaire à 13,8 %.

## Politique énergétique
Pour les Allemands, l’atome civil reste indissolublement lié à l’atome militaire auquel le pays a renoncé. Fukushima n’a fait qu’accélérer le processus. La sortie du nucléaire bénéficie d’une large majorité au parlement et dans l’opinion.

### Quelques dates clés
Rappel : L’Union européenne s’est fixé comme objectif 2020, en 2008 dans le paquet climat-énergie : 20 % d'EnR, moins 20 % sur les émissions de CO2 et +20 % d'efficacité énergétique.

#### Loi sur l'injection d'EnR de 1990
La loi du 7 décembre 1990 sur l'injection dans le réseau public d'électricité de sources renouvelables (Stromeinspeisungsgesetz) institue pour la première fois l'obligation pour les fournisseurs d'électricité d'acheter ce type d'électricité produit par des tiers en répercutant aux consommateurs un pourcentage fixé de leur coût moyen. Cette loi fut contestée par les grands fournisseurs d'électricité jusqu'à ce qu'elle soit confirmée par le Tribunal constitutionnel fédéral en 1996 et par la Cour de justice de l'Union européenne en 2001.

#### Lois EEG et Atomaustieg de 2001
En 1998, la coalition SPD/Verts arrive au pouvoir. La nouvelle politique, dite de modernisation énergétique, menée par le ministre de l’Écologie, Jürgen Trittin, se traduit par deux décisions majeures :
- le 1er avril 2000, entrée en vigueur de la « loi sur les énergies renouvelables » (Erneuerbare-Energien-Gesetz) : priorité pour les énergies renouvelables (obligation de raccordement et d'achat à des tarifs réglementés), dont la part dans la consommation d'électricité doit doubler en dix ans ; tarif d’achat garanti sur vingt ans, à un prix fixé par la loi ; le surcoût est répercuté sur le consommateur final (EEG-Umlage)[69] ;
- le 14 juin 2001, signature d’une convention avec les exploitants de réacteurs nucléaires. Les parties conviennent que les 19 réacteurs en service pourront produire encore 2 620 TWh et que le dernier réacteur devra être arrêté en 2021. Le 22 avril 2002, cette convention est transcrite dans la loi Atomaustieg (sortie de l’atome).

#### Energiekonzeptde 2010
En 2009 arrive au pouvoir une coalition CDU/FDP. Angela Merkel, alors plutôt favorable à l’énergie nucléaire, promet de revoir la loi sur la sortie du nucléaire. L’Energiekonzept de novembre 2010 propose une inflexion de la politique énergétique d’ici 2050. La chancelière y perdit en popularité.
Le 29 octobre 2010, ce nouveau concept est adopté par le Bundestag. Il prévoit un allongement de la durée de vie des réacteurs pour une durée comprise entre 8 et 14 ans au-delà de 2021. En échange, les opérateurs concernés s’engagent à payer une taxe sur l’énergie nucléaire dont le produit servira à réduire le déficit public et à contribuer au fond énergie-climat dont l’objet est de stimuler le développement des ENR.

#### Gesetzpaket de 2011 - sortie de l'atome

Carte des centrales nucléaires allemandes fermées par l'Atom-Moratorium le 14 mars 2011. Les réacteurs fermés sont en rouge, les réacteurs restés en marche en bleu.

Le 14 mars 2011, 3 jours après l’accident de Fukushima, la chancelière annonce l’arrêt des 8 réacteurs les plus anciens (8 400 MW). À l’époque, la chancelière était en difficulté avec son partenaire FDP et, disait-on, envisageait une coalition avec Les Verts.
Le 22 mars, la chancelière installe une commission d'éthique (Ethikkommission), composée pour l'essentiel de philosophes et de sociologues, dont le mandat consiste à examiner la faisabilité d’une sortie accélérée du nucléaire. La commission remet son rapport le 28 mai en concluant que l’Allemagne peut obtenir une sécurité d’approvisionnement à un niveau équivalent au niveau actuel en sortant du nucléaire et en développant les ENR, le recours aux centrales thermiques à flamme restant nécessaire pendant la période de transition. Le surlendemain, le ministre de l’Environnement annonce que les huit réacteurs arrêtés ne redémarreront pas et que les neuf autres seront définitivement arrêtés d’ici 2022.
Dès l’été 2011 est adopté un paquet de lois (Gesetzpaket) qui n’en comprend pas moins de sept. Les objectifs sont :
- fermer le dernier réacteur nucléaire en 2022 ;
- réduire les émissions de gaz à effet de serre (GES) de 40 % en 2020 et de 80-95 % en 2050, 1990 étant l’année de référence. L’Union européenne s’est donné comme objectif moins 20 % d’ici 2020 ; la discussion se poursuit à Bruxelles sur ce qu’il adviendra ultérieurement ;
- réduire la consommation d’énergie primaire de 20 % d’ici 2020 et de 50 % d’ici 2050, 2008 étant l’année de référence. Ceci correspond à une baisse de 2,3-2,5 % par an. C’est peut-être là le plus ambitieux des objectifs que s’est fixé l’Allemagne ;
- réduire la consommation d’électricité de 10 % d’ici 2020, de 25 % d’ici 2050, toujours avec 2008 comme année de référence. Ceci sera également difficile, compte tenu de la politique d’encouragement au développement des véhicules électriques ;
- réduire la consommation de chaleur dans les bâtiments de 20 % d’ici 2020 ;
- améliorer la productivité énergétique de 2,1 % par an ;
- couvrir avec les EnR en 2050 plus de 50 % de la consommation d’énergie primaire et, dès 2020, 35 % de la consommation finale d’électricité. L’essentiel de la puissance supplémentaire sera le fait d’EnR intermittentes (éolien et solaire).

#### Nouvelle loi EEG de 2014
En juillet 2014, le parlement allemand a adopté la nouvelle loi sur les énergies renouvelables (Erneuerbare Energien Gesetz - EEG), qui est entrée en vigueur le 1er août 2014 ; voici ses principales dispositions :
- objectifs des parts des EnR dans la consommation d’électricité : 40 à 45 % en 2025, 55 à 60 % en 2035 et au moins 80 % en 2050 ; objectif de part des EnR dans la consommation d'énergie : au moins 18 % en 2020 ;
- trajectoires de développement :
  - éolien terrestre : 2 500 MW/an,
  - éolien en mer : puissance installée de 6 500 MW d'ici 2020 et 15 000 MW d'ici 2030,
  - solaire photovoltaïque : 2 500 MWc/an,
  - biomasse électrique : 100 MW/an ;
- évolution des formes de soutien aux EnR : les tarifs d'achat sont remplacés progressivement[n 15] par la prime de marché pour vente directe sur le marché et par des appels d'offres ;
- la vente directe d'électricité à des tiers à proximité est autorisée à condition que l'électricité ne passe pas par le réseau électrique ;
- pour l'éolien terrestre, le tarif est fixé à 8,9 c€/kWh pendant les cinq premières années de production, puis varie selon la qualité du site pendant les quinze années restantes, jusqu'au tarif plancher de 4,95 c€/kWh ;
- pour l'offshore, le tarif est de 15,4 c€/kWh pendant les douze premières années, puis varie en fonction de l'éloignement de la côte et de la profondeur d'eau jusqu'à 3,9 c€/kWh ;
- pour le photovoltaïque, le niveau de tarif varie de 13,15 c€/kWh pour les installations de moins de 10 kWc à 9,23 c€/kWh pour celles de 1 à 10 MWc ; le tarif d'achat sera supprimé lorsque l'objectif de 52 GWc installés aura été atteint dans le pays (36,57 GWc au 31 mai 2014) ;
- pour la biomasse, le tarif va de 23,73 c€/kWh pour les installations à la ferme de moins de 75 kW à 5,85 c€/kWh pour les unités de plus de 20 MW ;
- les tarifs d'achat seront diminués de 0,4 % par trimestre pour l'éolien terrestre[n 16], et de 0,5 % pour le photovoltaïque et la biomasse, taux qui seront modulés en fonction du volume des mises en service[n 17] ;
- à partir du 1er janvier 2017, le niveau de soutien aux énergies renouvelables sera défini dans le cadre d’appels d’offres ; un appel d'offres pilote sera lancé dès 2015 pour 600 MWc de centrales photovoltaïques au sol ;
- pour l'électricité vendue directement sur le marché, la prime de marché, calculée mensuellement, correspondra à la différence entre le tarif d'achat et le prix moyen du marché ;
- les personnes s’auto-approvisionnant participeront au financement de la contribution EEG, sauf si leur installation n'est pas raccordée au réseau ou couvre la totalité de leur consommation, ou était déjà en service avant l'entrée en vigueur de la loi, ou a une puissance inférieure à 10 kW.

Le secrétaire d'État à l'Énergie, Rainer Baake, explique que le but de cette nouvelle loi est de favoriser les technologies les moins coûteuses : éolien et photovoltaïque. Le coût moyen de l'électricité issue des installations électriques renouvelables qui seront mises en service en 2015 se situera à 12 c€/kWh, contre 17 c€/kWh actuellement.

#### Plan de protection du climat 2050
Après la conférence de Paris sur le climat de 2015, le gouvernement fédéral a engagé la préparation d'un « plan de protection du climat 2050 » (Klimaschutzplan 2050) ; les collectivités et les citoyens ont été invités à proposer des idées pour contribuer à l'objectif de limitation à 2 °C de l'augmentation de température par rapport au niveau pré-industriel, ce qui implique de parvenir à la neutralité carbone (treibhausgasneutral = neutre en termes de gaz à effet de serre) dans la deuxième moitié du siècle. La coalition au pouvoir a fixé l'objectif de réduire les émissions de gaz à effet de serre de 80 à 95 % en 2050 par rapport à 1990.

#### Accord de coalition 2018
L'accord de coalition négocié début 2018 par la « Grande coalition » CDU-SPD porte l'objectif 2030 de la part des énergies renouvelables à 65 % ; il n'est pas précisé s'il s'agit de la part dans l'ensemble des énergies ou seulement dans l'électricité, mais c'est très probablement d'électricité qu'il s'agit ; la part des combustibles fossiles (charbon et gaz) serait donc ramenée à 35 % contre 55 % en 2017. Le texte précise que « le développement des énergies renouvelables doit être considérablement accru pour répondre aux besoins supplémentaires en électricité permettant d’atteindre les objectifs de protection du climat dans les transports, dans les bâtiments et dans l’industrie ». Le contrat propose la nomination d’une commission spéciale pour approcher autant que possible de l’objectif 2020, et atteindre à temps celui de 2030 ; cette commission a aussi le mandat spécifique de planifier la fin du charbon dans l’électricité, de décider des mesures d’accompagnement et de prévoir le financement des mutations structurelles pour les régions touchées. Le texte insiste fortement sur la nécessité de développer le stockage d'énergie ; il prévoit également une réduction de 50 % de la consommation d'énergie d'ici 2050.

#### Plan de sortie du charbon
La commission chargée par le gouvernement de dessiner un plan de route pour arrêter la production d'électricité à partir de charbon a finalement conclu un accord le 26 janvier 2019 après sept mois de débats : elle préconise un arrêt définitif du recours au charbon au plus tard en 2038 ; elle recommande qu'au moins quarante milliards d'euros d'aides fédérales soient versés d'ici à 2040 aux régions charbonnières de Rhénanie-du-Nord-Westphalie, Saxe, Saxe-Anhalt et Brandebourg, et que les pouvoirs publics déboursent deux milliards d'euros par an pour absorber l'envol probable des prix de l'électricité pour les particuliers et les entreprises.
Le conseil des ministres a adopté en mai 2019 un projet détaillé de mise en œuvre de cet accord : le gouvernement fédéral consacrera 26 milliards d'euros à des projets visant à accroître l'attractivité économique des différentes régions et 14 milliards seront en outre mobilisés en co-investissement avec les régions concernées, ces dernières devant participer à hauteur de 10 % du financement.
Le gouvernement et les quatre Länder concernés par la sortie du charbon sont parvenus le 16 janvier 2020 à un compromis sur le calendrier des fermetures des centrales électriques : huit fermetures en Rhénanie du Nord-Westphalie en 2020-2021, pour une puissance totale de 15 GW, mais Uniper pourra y ouvrir la nouvelle centrale « Datteln 4 » ; d'ici à fin 2029, 8,8 GW supplémentaires seront fermés en Rhénanie et dans le Brandebourg ; les centrales les plus récentes, notamment installées dans l'est du pays en Saxe et Saxe-Anhalt, seront fermées en dernier lieu d'ici 2038.

#### Plan d'action pour le climat
En septembre 2019, la chancelière Angela Merkel présente le plan d'action pour le climat issu des négociations entre SPD et CDU : alors que l'Allemagne n'a pas tenu l'engagement pris en 2007 de réduire ses émissions de gaz à effet de serre de 40 % par rapport à 1990 avant 2020, les objectifs sont ramenés à moins 30 % en 2023 et moins 55 % en 2030. 54 milliards d'euros devraient être investis d'ici à 2023 et jusqu'à 100 milliards d'ici 2030 pour réduire les émissions de CO2. Le marché des certificats d'émission, qui jouait jusqu'ici seulement pour l'industrie et les centrales électriques, sera étendu aux transports et au secteur immobilier. Un prix d'entrée d'une dizaine d'euros sera fixé en 2021, pour progresser ensuite jusqu'en 2026. L'impact sur le prix de l'essence, +3 centimes par litre en 2021 et jusqu'à +10 centimes en 2026, sera compensé par des allégements fiscaux aux « navetteurs ». Des déductions fiscales encourageront l'achat de véhicules électriques. Le plan choisit aussi de subventionner le remplacement progressif des chauffages au mazout.
Le 13 décembre 2019, le gouvernement allemand fixe à 25 € par tonne le prix d'entrée des émissions de CO2 à partir du 1er janvier 2021, au lieu des 10 € annoncés en septembre ; il en résultera une augmentation des prix des carburants de sept à huit centimes par litre, au lieu de trois. Le prix des quotas d'émissions de CO2 augmentera ensuite de 5 €, en 2022 et 2023, avant de passer à 45 € en 2024, puis à 55 € en 2025. Début 2026, un système d'échange de certificats d'émissions, idéalement européen, devrait s'y substituer, dans une fourchette comprise entre 55 et 65 € par tonne. Les recettes issues de cette taxe CO2 seront principalement utilisées pour compenser la réduction de la taxe sur les énergies renouvelables (EEG-Umlage), et pour financer une augmentation de l'indemnité prévue pour les habitants des banlieues qui font la navette chaque jour avec leur voiture : elle sera relevée à partir du 1er janvier 2024 de cinq centimes à huit centimes par kilomètre au-delà du 21e kilomètre. Par ailleurs, la TVA sur les voyages de longue distance en train passera de 19 % à 7 % dès 2020.

#### Révision à la hausse de l'objectif climatique
Le 29 avril 2021, la Cour constitutionnelle allemande rend un arrêt à propos la loi allemande de décembre 2019 sur le climat : alors que cette loi fixe l'objectif de réduire les émissions de gaz à effet de serre de 55 % d'ici à 2040, elle reporte l'essentiel des mesures après 2030, ce qui selon la Cour revient à « restreindre pratiquement et potentiellement toute forme de liberté » pour les générations futures. Les juges affirment le devoir constitutionnel de l'État d'agir pour respecter l'accord de Paris sur le climat, d'une part, et ne pas restreindre les libertés individuelles dans le futur, d'autre part. Ils donnent à l'État jusqu'au 31 décembre 2022 pour « régler plus précisément l'ajustement des objectifs de réduction des émissions après 2030 ».
Le 5 mai 2021, le gouvernement allemand revoit à la hausse ses objectifs climatiques : il prévoit désormais de réduire de 65 % au lieu de 55 % ses émissions de gaz à effet de serre d'ici à 2030 par rapport à 1990, puis de 88 % en 2040 et d'atteindre la neutralité carbone en 2045 au lieu de 2050.

#### Réaction à la crise énergétique mondiale
En juin 2022, dans le contexte de la crise énergétique mondiale de 2021-2022 aggravée par la guerre en Ukraine, Robert Habeck, ministre de l'Économie, annonce une relance des centrales à charbon mises en réserve pour produire de l'électricité afin de faire face à une rupture d'approvisionnement en gaz russe. Le ministre décide ainsi de remplacer temporairement les centrales au gaz produisant de l'électricité par des centrales au charbon jusqu'ici mises en réserve, en dépit de l'objectif de la nouvelle coalition de se passer de cette énergie fossile dès 2030. Le charbon représentait 31,5 % de la production d'électricité au premier trimestre 2022, en hausse par rapport à l'année précédente. L'Allemagne dispose alors d'un total de 37,9 GW de capacités installées de production d'électricité au charbon, dont 5,5 GW liés à des centrales en réserve.
Robert Habeck annonce en août 2022 que les consommateurs de gaz (ménages et entreprises) paieront à partir d'octobre 2022, jusqu'à avril 2024, un prélèvement supplémentaire de 2,4 c€ destiné à répartir de manière solidaire la hausse des coûts essuyée par les importateurs ; la facture de gaz d'un ménage moyen augmentera ainsi de 480 €/an.
Le 21 septembre 2022, Robert Habeck annonce la nationalisation d'Uniper, dont l'État va prendre 99 % du capital. Uniper fournit 40 % des besoins en gaz de l'Allemagne, et 50 % de ses approvisionnements provenaient de Russie. La fermeture du gazoduc Nord Stream 1 l'oblige à acquérir à prix d'or sur le marché les volumes manquants pour continuer d'approvisionner ses clients, accumulant 8,5 milliards d'euros de pertes. Le deuxième grand importateur de gaz, l'ancien Gazprom Germania, a déjà été placé sous tutelle, et des négociations sont en cours pour une entrée de l'État fédéral dans le capital de VNG, le troisième plus grand négociant en gaz, basé à Leipzig.
Le Parlement allemand adopte le 8 septembre 2023 la loi sur le chauffage, qui impose à partir de 2024 dans les nouveaux bâtiments le remplacement des chaudières au gaz et au fioul par des systèmes fonctionnant à 65 % à partir d'énergie renouvelable, alors qu'en 2023 environ 80 % des systèmes de chauffage utilisent des énergies fossiles. Les technologies acceptées iront du chauffage urbain aux pompes à chaleur, en passant par le chauffage électrique, à base de biomasse, de solaire thermique ou bien hybride (chauffage renouvelable et gaz ou fioul). Des subventions allant jusqu'à 70 % des coûts d'investissements sont prévues pour aider les ménages. L’État allemand a rendu obligatoire la « planification locale de la chaleur » début 2024, qui est accompagnée d’une aide financière de 500 millions d’euros sur la période de 2024 à 2028. Elle constitue un outil stratégique pour favoriser la mise en place de mesures visant à décarboner l’approvisionnement en chaleur d’une commune.

#### Décarbonation de la production d'acier
En février 2024, le gouvernement allemand accorde une aide de plus d'un milliard d'euros à l'usine d'ArcelorMittal à Brême. Après les subventions déjà allouées à ThyssenKrupp, Salzgitter et Stahl-Holding dans la Sarre, l'Allemagne va donc débloquer plus de 7 milliards pour accélérer le passage de sa sidérurgie du coke à l'hydrogène, crucial pour atteindre la « neutralité carbone » en 2038. En 2022, la production d'acier du pays (33,2 millions de tonnes) engendrait 7 % de ses émissions totales de CO2.

### Les difficultés de la transition énergétique
La transition énergétique (Energiewende) lancée par le Gesetzpaket pose des défis de grande ampleur. Une étude de France Stratégie publiée en août 2017 souligne qu'aucun des objectifs de la transition énergétique allemande pour 2020, hormis celui de part des énergies renouvelables dans la consommation électrique, ne semble en mesure d'être atteint : l'Allemagne a toujours recours au charbon pour produire son électricité et reste un des pays d’Europe les plus émetteurs en CO2 par habitant ; fermer les centrales au charbon et au lignite est un objectif qui divise la population et met en jeu la sécurité de son approvisionnement ; le développement massif des énergies renouvelables intermittentes a compromis l’équilibre du système électrique et impose la construction de milliers de kilomètres de lignes à haute tension, sur fond de forte opposition locale ; une éventuelle électrification du transport plongerait encore davantage dans la crise le secteur automobile. On peut donc s’attendre à une réduction des ambitions de la politique énergétique allemande après les élections fédérales de septembre 2017.
L'indice semestriel de transition énergétique (Energiewende-Index) calculé depuis 2012 par McKinsey pour suivre la réalisation des objectifs de l'Energiewende montre que, sur les 14 indicateurs pris en compte, huit révèlent un tel retard que la réalisation de l'objectif correspondant est devenue irréaliste ; en particulier, l'objectif de réduction de 40 % des émissions de CO2 entre 1990 et 2020 est hors d'atteinte, étant donné qu'au 1er semestre 2017 les émissions n'ont baissé que de 8 %.

#### Restructuration du réseau électrique
Le développement de l’éolien se faisant principalement dans le nord du pays et plus particulièrement dans la mer du Nord et l’électricité étant consommée principalement dans les Länder du sud, la transition doit s’accompagner d’un fort développement des lignes de transport à haute tension. Mais ce développement se heurte à l’opposition des riverains. Dans une étude remise fin mai 2012 à la chancelière, les quatre gestionnaires de réseaux de transport estiment à 3 800 km la longueur des lignes haute tension à construire et à 4 000 km celle des lignes à moderniser, pour un montant de 20 G€ (milliards d'euros) auquel il faut ajouter 12 G€ pour le raccordement de l’éolien marin. Soit un total de 32 G€ à investir pour atteindre l’objectif 2022. Or, depuis 2005, seuls 200 km de lignes haute tension ont pu être construits. C'est pourquoi une loi est en discussion pour faciliter les autorisations de construction des lignes haute tension : la Netzausbaubeschleunigungsgesetz (NABEG) vise la réduction des délais de construction des lignes de grand transport de dix à quatre ans. En novembre 2012, l'association des entreprises de l'énergie BDEW annonce que d'ici 2020, il faudra construire 4 300 km de lignes HT pour acheminer la production éolienne vers le sud. L'afflux des énergies renouvelables provoque des surcharges du réseau au point que l’électricité doit souvent être déroutée par la Pologne et la République Tchèque afin de revenir en Allemagne du sud, ce qui provoque dans ces pays, des incidents techniques à répétition.
Le plan de développement du réseau, élaboré fin 2014, estime que 7 700 km sont hautement prioritaires. Or, en mai 2017, seuls 850 km de nouvelles lignes avaient été déployés depuis cette date, dont seulement 90 en 2016. La population s’oppose de façon virulente au passage des lignes afin de préserver les paysages, car les Länder traversés ne bénéficient souvent ni du courant acheminé ni des revenus associés à la production des ENR. Fin 2015, les autorités ont pris la décision d’enfouir les lignes, sans parvenir à calmer toutes les résistances. Les coûts estimés du développement du réseau se chiffrent en dizaines de milliards d’euros. Pour le consommateur, après celle du soutien aux ENR, la part du réseau dans le prix du kWh a commencé à augmenter significativement.

#### Compensation de la perte de dix gigawatts nucléaires
Il faudra construire de nouvelles centrales thermiques à flamme, pour remplacer les vieilles centrales au charbon et au lignite qui ne respectent plus les normes environnementales, et pour atténuer l’intermittence des productions éoliennes et photovoltaïques en fonction des variations climatiques. En 2011, la perte de production due à la fermeture de 8 réacteurs a été de 31,1 TWh. Elle a été compensée par une baisse de la consommation de 1,9 TWh, une augmentation de 18,5 TWh de la production des EnR, une baisse des exportations de 3,9 TWh (–6,4 %, dont –0,7 TWh vers la France) et une augmentation des importations de 7,5 TWh (+18 %, dont 5,2 TWh de France). Les groupes énergétiques, comme E.ON ou RWE, rencontrent beaucoup de difficultés et sont parfois contraints de ne faire tourner leurs centrales à gaz que 1000 à 1500 heures par an, au lieu des 6000 nécessaires pour qu’elles soient rentables.

#### Compensation de l’intermittence des énergies renouvelables
Pour pallier les conséquences de l’intermittence des productions éolienne et photovoltaïque : le stockage par pompage dans des réservoirs de barrage est très séduisant, mais le potentiel reste limité, la plupart des sites envisageables étant déjà équipés ; reste le stockage sous forme d’hydrogène, une technologie prometteuse et pour laquelle les Allemands sont à la pointe de la recherche, mais dont la maturité semble encore lointaine, et l'efficacité énergétique encore réduite. Le stockage sous forme d’air comprimé est également à l’étude. La conclusion d’accords est envisagée avec la Norvège, pays richement doté en centrales hydrauliques, permettant une optimisation entre le soutirage en Norvège et le surplus d’électricité d’origine éolienne en Allemagne ; une ligne électrique sous-marine à haute tension a d'ailleurs été construite dans ce but ; mais cette souplesse est déjà utilisée abondamment par le Danemark, et la capacité des réservoirs norvégiens n'est pas illimitée.
Beaucoup d’espoirs avaient été mis dans l’hydrogène, mais le coût de l’électrolyse est prohibitif et les rendements sont trop faibles : au mieux, 30 % de l’énergie stockée est restituée, contre 90 % avec les batteries. Les capacités installées en énergies renouvelables fatales et intermittentes, éoliennes et solaires, atteignent 90 GW, bien au-dessus de la demande moyenne allemande (65 GW) et surtout de celle des week-ends estivaux (40 GW). Les épisodes de surproduction sont donc fréquents, générant occasionnellement des prix négatifs sur les marchés de gros de l’électricité. Mais surtout, les fortes variations de production menacent la stabilité du système électrique, ce qui oblige les gestionnaires de réseau à recourir régulièrement à des mesures exceptionnelles comme l'arrêt des énergies renouvelables quand leur production ne peut plus être évacuée par le réseau ou absorbée par la demande locale. Les coûts induits deviennent significatifs, répartis entre les indemnités à payer aux producteurs d’ENR et les coûts de congestion réseau, et ils augmentent plus vite que la part d’ENR intermittentes.
Une étude de la société Energy Brainpool pour le compte de Greenpeace évalue à 42,7 GW la puissance totale des électrolyseurs nécessaires en 2040 pour compenser l'intermittence des énergies éolienne et solaire dans un système entièrement renouvelable, y compris durant les périodes de plusieurs semaines de vent faible ; la puissance des centrales à gaz nécessaires pour compléter le système serait de 67 GW ; la puissance de pointe de la demande était en 2016 de 84 GW.
Le 5 février 2024, la coalition au pouvoir en Allemagne parvient à un accord pour construire des centrales électriques à gaz qui prendront le relais pendant les heures où le vent et le soleil manquent. L'accord annoncé prévoit le lancement d'appel d'offres « à court terme » pour une capacité de quatre fois 2,5 GW, soit l'équivalent de six EPR. Ces centrales devront être « capables de passer entièrement à l'hydrogène entre 2035 et 2040 » et seront « financées par le Fonds pour le climat et la transformation ». Le captage et stockage du dioxyde de carbone émis par les centrales électriques seront inclus dans la stratégie, ainsi qu'un mécanisme de capacité « neutre sur le plan technologique », qui devra être opérationnel au plus tard en 2028.

#### Hausse excessive du prix de l'électricité
La production EnR est achetée par les fournisseurs d'électricité à un tarif d'achat réglementé dont le surcoût par rapport aux prix de marché (soit 128,3 €/MWh en 2011) est répercuté sur les consommateurs d'électricité sous la forme d'un prélèvement uniforme (EEG-Umlage) sur tous les kWh consommés ; cet EEG-Umlage atteignait en 2011 une moyenne de 35,9 €/MWh (49 % pour le solaire, 23 % pour l'éolien et 26 % pour la biomasse), soit 14 % du prix moyen 2011 du kWh (249,5 €/MWh) pour un ménage-type de 3 personnes consommant 3 500 kWh/an. La croissance très rapide de ce fardeau a amené le gouvernement à abaisser fortement les tarifs d'achat pour le solaire. Il convient d'ajouter à cela les coûts des renforcements de réseaux évoqués ci-dessus, ainsi que ceux des dispositifs de stockage rendus nécessaires par l'intermittence, qui seront forcément répercutés sur les consommateurs. Le renchérissement de l'électricité, déjà deux fois plus coûteuse qu'en France, risque de poser des problèmes d'acceptabilité sociale. Le patron de Vattenfall Europe prédit des prix de l'électricité de 30 % supérieurs à leur niveau actuel à l'horizon 2020.
Plusieurs ministres allemands ont laissé entendre au cours de l'été 2012 que le pays pourrait ralentir sa transition énergétique en faveur des énergies renouvelables. Philipp Rösler, ministre de l’Économie allemand, a déclaré que « les objectifs et les délais restent les mêmes, mais nous devrons reconsidérer les choses si des emplois ou la compétitivité étaient menacés. » De son côté, le ministre de l’Environnement, Peter Altmaier, avouait que « l’objectif de la réduction de la consommation de 10 % d’ici 2020 sera difficile à tenir ». Cette évolution de position s’explique par des projections récentes qui montrent que le prix de l’électricité allemande pourrait grimper de 30 % d’ici 2020 ; une telle hausse du prix de l’électricité pour les particuliers pourrait être mal acceptée par le peuple, problème délicat à un an des élections législatives ; et l’ensemble de l’économie nationale serait affecté par cette hausse de prix liée à la politique gouvernementale de sortie du nucléaire ; l’industrie allemande, forte consommatrice d’électricité, aurait du mal à rester concurrentielle si le prix de l’énergie venait à exploser de la sorte.
Le baromètre d'opinion de la BDEW révèle que 90 % de la population allemande considère la transition énergétique comme importante, mais qu'une bonne moitié considère que sa contribution aux frais est trop élevée, contre 35 % trois ans plus tôt.
L'EEG-Umlage est passée au 1er janvier 2013 à 53 €/MWh, ce qui représente un surcoût moyen par foyer de 185 €/an (pour une consommation moyenne de 3,5 MWh/an par foyer) ; selon le Frankfurter Allgemeine Zeitung, la facture des consommateurs allemands d’électricité pour les fournitures d’origine renouvelable a représenté en 2012 un montant record de plus de 20 G€ ; la valeur de marché de cette électricité renouvelable selon les cours de la Bourse de l'électricité est de 2,9 G€ ; le surcoût payé par les consommateurs est donc de 17 G€.
Peter Altmaier, ministre CDU de l'Environnement, a annoncé fin janvier 2013 son intention de revoir le mode de financement des énergies renouvelables, qui repose aujourd'hui essentiellement sur les ménages et le Mittelstand (les ETI allemandes). Il remet en cause l'EEG-Umlage, qui est passée de 0,35 c/kWh en 2003 à 5,3 c/kWh en 2013, ce qui représente un coût de 20 G€/an pour les consommateurs d'électricité ; d'après le cabinet Bearing Point, elle pourrait atteindre 12 c/kWh en 2020, soit 50 G€/an ; pour un ménage qui consomme 3 500 kWh/an, l'addition passerait de 185 à 420 €/an ; « nous avons atteint la charge limite de cette subvention », a déclaré le ministre de l'Environnement. Philipp Rösler, ministre libéral de l'Économie, pourfendeur assidu d'une transition énergétique qui sacrifierait la compétitivité des industriels allemands, a salué « un pas important, dans la bonne direction » ; d'après l'institut VIK, les industriels français paient leur électricité 22 % moins cher que les Allemands, les Chinois 25 % et les Américains 52 % moins cher. Par ailleurs, Peter Altmaier a l'intention de rechercher une meilleure allocation des aides en fonction des besoins du réseau : la production éolienne est très concentrée dans le nord, en particulier en Basse-Saxe, alors que la grande industrie est plutôt localisée dans le sud ; cette dernière déclaration pourrait bien annoncer la disgrâce de l'éolien offshore, très coûteux et nécessitant la construction de lignes à très haute tension nord-sud.
Dans un entretien accordé, mercredi 20 février, à la Frankfurter Allgemeine Zeitung, Peter Altmaier, ministre allemand de l'Environnement, annonce que la sortie du nucléaire d'ici à 2022 et la transition vers les énergies renouvelables pourraient coûter à l'Allemagne « un billion (1 000 milliards) d'euros d'ici la fin des années 2030 ».
Les difficultés de l'Energiewende, et en particulier de son financement, ont été un des thèmes majeurs de la campagne électorale législative de 2013 : la chancelière Angela Merkel a promis que le niveau des subventions aux énergies renouvelables ne doit plus augmenter (mais elle avait déjà promis en 2011 que les prix de l'électricité demeureraient stables) ; le ministre de l'Environnement, Peter Altmaier, suggère que ces subventions soient financées par l'emprunt. Le SPD et les Verts proposent de baisser les taxes, dont la TVA, sur l'électricité. Une commission ad hoc, mise en place par le gouvernement, a remis au ministre de l'Économie Philipp Rösler des conclusions autrement radicales, suggérant notamment que l'Allemagne s'inspire du modèle suédois, abolisse les subventions et les remplace par des quotas annuels de production d'électricité à partir des énergies renouvelables.
Les négociations pour la formation d'un gouvernement d'union CDU-SPD s'orientent vers une révision en baisse des objectifs de production d'éolien offshore pour 2020 à 6,5 GW au lieu de 10 GW, et vers une réduction des aides à l'éolien terrestre et aux autres énergies renouvelables, qui seront réorientées vers un système de primes qui remplacerait le système actuel de prix d'achat garanti : les producteurs de ces énergies vendront leur électricité sur le marché et recevront une prime au kWh ; la chancelière Angela Merkel a déclaré : « Nous devons surtout freiner l'explosion des coûts. » ; un accord a également été trouvé pour interdire la fracturation hydraulique.
Le nouveau ministre de l’Économie et de l'Énergie Sigmar Gabriel (SPD) présente le 9 avril 2014 le projet de réforme « Energiewende 2.0 » de la loi sur le financement des énergies renouvelables (EEG) de 2000, qui vise à abaisser les tarifs d'obligation d'achat : de 17 cents/kWh en moyenne actuellement, la rémunération moyenne va passer à 12 cents/kWh en 2015, ce qui est encore trois fois supérieur au prix du marché de gros, mais inférieur de plus de moitié au prix de détail payé par les particuliers ; les Länder ont obtenu quelques aménagements en faveur des éoliennes en mer et de la biomasse dans le Sud ; les exemptions de taxe EnR (EEG-Umlage) pour les entreprises seront revues à la baisse, mais les entreprises grosses consommatrices d'électricité conserveront leurs exemptions ; à moyen terme, la réforme vise, conformément aux nouvelles orientations prônées par Bruxelles, à supprimer les tarifs d'obligation d'achat : les exploitants des EnR devront alors vendre leur électricité directement sur le marché de gros, moyennant une prime compensatoire. Le projet de loi doit être voté au Bundestag fin juin pour entrer en vigueur le 1er août 2014 ; le commissaire européen à l'Énergie Günther Oettinger déclare qu'une autre loi EEG devra venir dans trois ans ; des limites en volume seront fixées au développement de l'éolien terrestre et du solaire à 2 500 MW/an et de l'éolien offshore à 6,5 GW d'ici 2020. Le gouvernement se fixe comme objectif de porter la part de l'« électricité verte » à 40-45 % en 2025 et 55-60 % en 2035.
Le commissaire européen à la Concurrence Joaquin Almunia présente le 9 avril 2014 un projet de « nouvelles lignes directrices concernant les aides d’État à la protection de l'environnement et de l'énergie » destiné à mettre fin progressivement au régime dérogatoire à la règle de la libre concurrence qui interdit les aides d'État, dont bénéficiaient les énergies renouvelables afin de favoriser leur montée en puissance ; la Commission estime que ce système a fait son temps, a rempli son objectif puisque les énergies renouvelables assurent désormais 14 % de l'approvisionnement énergétique européen, et a provoqué des « bulles » et des abus, notamment du fait des tarifs garantis pour le photovoltaïque. Elle propose donc pour la période 2014-2020 :
- d'interdire le système de prix garantis pour toutes les installations solaires de plus de 500 kWc et éoliennes de plus de 3 MW ;
- de privilégier désormais un système d'appel d'offres sans discrimination entre énergies renouvelables (le solaire l'emportera dans les régions ensoleillées, l'éolien dans les régions ventées, la biomasse dans les régions forestières, etc.) afin de réintégrer l'électricité verte dans les mécanismes de marché ;
- des régimes plus souples mais complexes sont prévus pour les technologies non matures ;
- les soutiens aux biocarburants de première génération seront interdits à l'horizon 2020 ;
- de maintenir le régime dérogatoire dont bénéficient les industries les plus énergivores pour plafonner leur contribution au financement des énergies renouvelables : 65 secteurs (ciment, aluminium, etc.) ; au terme d'un intense lobbying, les électro-intensifs allemands ont obtenu le maintien du volume d'exemption à la taxe sur les énergies renouvelables (EEG) qui s'élèvera cette année à cinq milliards d'euros ; le ministre de l’Économie et de l’Énergie, Sigmar Gabriel, a déclaré que « cela représente un coût de 40 euros par an pour un ménage de trois personnes, mais le maintien de plusieurs centaines de milliers d'emplois ».

La Cour fédérale des comptes allemande publie un rapport critiquant les modalités de la politique de transition énergétique pour son manque de cohérence et une mauvaise visibilité sur ses conséquences financières : cette politique a été menée par six ministères différents ; en 2011, quatre d'entre eux ont passé commande, sans se coordonner, auprès d'experts pour évaluer le coût de la transition énergétique ; le gouvernement n'a pas de vision d'ensemble et ces expertises n'ont pas donné d'évaluation fiable.
Un rapport publié fin 2016 par l'Institut pour l'économie de marché de Düsseldorf évalue le coût de la transition énergétique en Allemagne jusqu'en 2025 à 520 milliards d'euros, dont 408 G€ de subventions aux énergies renouvelables (EEG-Umlage) et 55 G€ de renforcements de réseaux.
En 2020, quelque 600 000 foyers ne pouvant plus payer leurs factures d'électricité se sont fait couper le courant. Ce nombre pourrait être largement dépassé en 2021 selon le Deutscher Paritätische Gesamtverband, organisme qui chapeaute une centaine d’associations caritatives et humanitaires du pays.
Même si les prix de l'électricité ont baissé en 2023, les consommateurs allemands paient parmi les prix les plus élevés en comparaison internationale. Ces prix élevés constituent un problème central qui affecte non seulement l’économie, mais aussi les ménages privés. En juin 2024, le prix de l'électricité pour le fournisseur le moins cher pour les nouveaux clients est en moyenne de 26,2 c€/kWh brut. Après la Belgique et le Liechtenstein, l'Allemagne est le troisième pays de l'Union européenne où les prix de l'électricité pour les ménages privés sont les plus élevés. Ce niveau de prix s'explique notamment par des contributions significatives pour l'exploitation du réseau électrique, y compris les réseaux de distribution et de transport, ainsi que par diverses taxes et prélèvements tels que la TVA et l'écotaxe visant à favoriser la transition énergétique. Le prix moyen de l’électricité au premier semestre 2023 est de 42,49 c€/kWh, contre 31,88 c€/kWh pour l'ensemble des 27 pays de l'UE.

#### Perturbation du marché de l'électricité
En octobre 2017, alors que les prix de marché de l'électricité sont en hausse dans tous les pays voisins, en Allemagne une très forte production éolienne sur le mois fait reculer nettement le prix. Il devient même négatif pendant 31 heures le weekend des 28 et 29 octobre, et s’établit à −52,1 €/MWh en moyenne le dimanche.
Les principaux producteurs d'électricité européens : RWE, E.ON et GDF-Suez ont lancé le 13 novembre 2013 un avertissement sur la crise du secteur électrique européen, déstabilisé par la conjugaison du boom incontrôlé des énergies renouvelables, l'arrêt du nucléaire en Allemagne, l'effondrement du marché des permis d'émission de GES et la forte baisse du charbon causée par le boom du gaz de schiste aux États-Unis : les prix de gros de l'électricité ont fortement baissé, les opérateurs se sont vu contraints de fermer de nombreuses centrales au gaz qui étaient sous-utilisées, et les cours de leurs actions ont fortement baissé depuis le début de 2013.

#### Augmentation des émissions de dioxyde de carbone d'ici 2022
En décembre 2020, le gouvernement allemand se félicite de la décision européenne de porter de 40 % à 55 % l'objectif de réduction des émissions de CO2 d'ici à 2030 par rapport à 1990 ; le ministre de l'Économie, Peter Altmaier, confirme la fermeture d'ici fin 2021, moyennant 317 millions d'euros d'indemnisations pour les opérateurs, de onze centrales à charbon représentant 4,8 GW, dont des centrales très récentes, comme celles de Vatenfall à Moorburg et de RWE à Westfallen, respectivement mises en service en 2015 et 2014. L'objectif d'atteindre 65 % d'énergies renouvelables dans la production d'électricité en 2030 contre 40 % en 2020 est confirmé. Mais selon Michael Schäfer, spécialiste des politiques énergétiques chez Agora Energiewende, le gouvernement part de l'hypothèse que les besoins en électricité resteront stables, ce qui est irréaliste. La sortie du charbon, couplée à la fermeture des six dernières centrales nucléaires allemandes d'ici fin 2022, va mettre le réseau électrique sous haute tension ; d'ici à 2025, ce sont 20 GW qui seront disponibles en moins. Selon les scénarios du groupe d'experts BloombergNEF, Berlin devra donc compenser cette disparition à court terme par du gaz, dont la production augmenterait de 74 % d'ici à 2023, mais aussi par du charbon dans ses centrales restantes. Au total, ils prévoient une hausse de 15 % des émissions de CO2 dans les deux prochaines années en Allemagne.

### Prospective
En février 2020, l'Agence internationale de l'énergie publie un rapport sur la transition énergétique allemande, dite « Energiewende ». Elle constate que les énergies fossiles comptent encore en 2018 pour plus de 79 % de la consommation annuelle d’énergie primaire en Allemagne, que l’électricité ne compte chaque année que pour près d’un cinquième de la consommation finale d’énergie et que les émissions de gaz à effet de serre de l’Allemagne étaient en 2018 inférieures d’environ 31 % à celles de 1990, loin de l'objectif fixé de réduction de 40 % en 2020 ; elle appelle donc l'Allemagne à « recentrer ses efforts » sur les transports et le chauffage.
En octobre 2018, l'Agence allemande de l'énergie (Deutsche Energie-Agentur) publie une étude approfondie sur les transformations nécessaires pour atteindre en 2050 l'objectif de réduction des émissions de gaz à effet de serre du pays de 80 % à 95 %. Un scénario de référence montre que la politique actuelle, fondée pour l'essentiel sur le développement des EnR, ne permettrait qu'une réduction de 62 % en 2050. L'étude construit quatre scénarios (deux visant 80 % de réduction, deux visant 95 %), qui mettent en œuvre des efforts plus ambitieux de réduction des consommations d'énergie (–44 % à –50 %) et une utilisation massive des carburants synthétiques renouvelables (dihydrogène, méthane, GNL, essence et kérosène synthétiques), ainsi que la capture et séquestration du carbone pour les processus industriels dont la décarbonation n'est pas possible autrement. La production d'électricité renouvelable devrait être multipliée par plus de quatre, et l'Allemagne deviendrait largement importatrice d'électricité dans les années 2030-2040 (92 à 155 TWh/an). Dans les scénarios à 95 % de réduction d'émissions, les importations de carburants synthétiques renouvelables atteindraient entre 396 et 744 TWh/an, la production nationale ne pouvant couvrir que 18 à 26 % des besoins. Cette nécessité d'importations massives est confirmée en 2021 par le scénario de l'association « Agora Energiewende » sur la stratégie de neutralité carbone en 2050, qui prévoit une demande annuelle de dihydrogène et d'autres carburants synthétiques de 432 TWh en 2050, dont 348 TWh (80,5 %) devront être importés. De plus, dans la phase intermédiaire de la transition, la production d'électricité à partir de gaz naturel augmentera de 70 % (de 79 TWh en 2018 à 134 TWh en 2030).
L'Institut Fraunhofer pour les systèmes énergétiques solaires a publié en novembre 2012 une étude intitulée « 100 % d'énergies renouvelables pour l'électricité et la chaleur en Allemagne » pour l'horizon 2050 : l'hypothèse de demande suppose le succès d'une politique d'économie d'énergie réduisant la consommation d'électricité d'environ 25 % par rapport à 2011. Le mix énergétique auquel aboutissent leurs travaux comprend 170 GW d'éolien terrestre et 85 GW d'éolien en mer, soit 255 GW contre 29 GW en 2010 ; 200 GW de photovoltaïque, contre 17 GW en 2010 ; 70 GW de centrales « Power-to-gas » transformant l'électricité issue des EnR en gaz (dihydrogène) lors des périodes de production excédentaires par rapport à la demande ; 95 GW de centrales à gaz utilisées en back-up  (« réserve »), lorsque la production EnR n'est pas suffisante, et optionnellement couplées à des systèmes de récupération de la chaleur pour réinjection dans les réseaux de chaleur ; de nombreuses installations de stockage de chaleur permettant de diminuer la part de la biomasse (50 TWh/an) dans la production de chaleur et d'électricité. Ainsi, la majeure partie de la biomasse sera consacrée aux transports et aux procédés industriels ; 130 GW de solaire thermique, produisant directement de l'eau chaude. Les capacités de production d'électricité totaliseraient donc 550 GW, à comparer à la puissance installée de la France : 125 GW, dont 64 GW de nucléaire. À lui seul, le parc de centrales à gaz aurait une puissance largement supérieure au parc nucléaire français actuel. L'objectif de 100 % d'EnR n'est pas atteint puisque subsiste cet énorme parc de centrales à gaz.

## Impact environnemental

### Émissions de gaz à effet de serre
L'Allemagne est l'un des grands pays européens ayant le plus réduit ses émissions (-46 % entre 1990 et 2023), mais reste encore l'un des plus gros émetteurs de l'Union européenne (673 Mt équivalent CO2 en 2023). Une loi fédérale adoptée en 2021 fixe l'objectif de réduire ces émissions de 65 % entre 1990 et 2030 et d'atteindre la neutralité carbone en 2045. Le gouvernement d'Olaf Scholz a pour cela pris l'engagement d'atteindre une part de 80 % du mix électrique pour les énergies renouvelables dès 2030. Mais plusieurs des mesures annoncées, une taxe sur le gaz et un plan de rénovation des systèmes de chauffage, ont embrasé l'opinion, alimentée par l'extrême droite. Le gouvernement a dû reculer sur ces réformes.
L'Allemagne a enregistré en 2023 une réduction de 10,1 % de ses émissions de gaz à effet de serre, soit la plus forte baisse depuis la réunification de 1990. Ces émissions sont estimées à 674 Mt équivalent CO2, en baisse de 46 % par rapport à 1990. Dans l'énergie, elles ont baissé de plus de 20 %, pour tomber à 205 Mt équivalent CO2 grâce à la baisse de la consommation de charbon permise par le développement des énergies renouvelables, la douceur de l'hiver et la baisse de la demande due à la situation économique. Dans l'industrie, les émissions ont diminué de 7,7 %, la production des filières très énergivores ayant fortement baissé (-20 % dans la chimie). Dans les transports, les émissions n'ont reculé que de 1,8 Mt, à 146 Mt, et dans le bâtiment elles ont baissé de 7,5 %, à 102 Mt. D'après le think-tank allemand Agora Energiewende, seules 15 % des baisses enregistrées en 2023 seraient durables et la moitié serait liée à des effets de court terme.
En 2023, les émissions de gaz à effet de serre (GHG) liées à l'énergie en Allemagne s'élevaient à 545 Mt CO2eq, soit 23 % des émissions de l'Union européenne, devant l'Italie (292 Mt), la Pologne (282 Mt) et la France (271 Mt). En 2022, elles étaient de 624 Mt, soit 1,6 % des émissions mondiales, au 8e rang mondial, derrière la Chine (29,7 %), les États-Unis (13,3 %), l'Inde (7,2 %), la Russie (5,5 %), le Japon (2,6 %), l'Iran (2,3 %) et l'Indonésie (1,9 %) ; l'Union européenne totalisait 6,8 %.
|                                                       | 1971  | 1990  | 2023  | var. 2023/1971 | var. 2023/1990 | var.UE27 2023/1990 | part en 2023 |
| Émissions GHG liées à l'énergie                       | 994   | 956   | 545   | -45 %          | -43 %          | -34,5 %            |              |
| Émissions GHG par combustion de combustibles fossiles | 991,0 | 952,1 | 542,8 | -45 %          | -43 %          | -34,1 %            | 100 %        |
| dont charbon                                          | 565,9 | 521,9 | 167,9 | -70 %          | -67,8 %        | -67,1 %            | 31 %         |
| dont pétrole                                          | 385,7 | 308,7 | 198,3 | -48,6 %        | -35,8 %        | -22,1 %            | 36,5 %       |
| dont gaz naturel                                      | 38,5  | 115,5 | 153,5 | +299 %         | +32,9 %        | +15,2 %            | 28,3 %       |
| Source : Agence internationale de l'énergie           |       |       |       |                |                |                    |              |

L'Allemagne est le plus gros émetteur de gaz à effet de serre en Europe : en 2020, ses émissions de CO2 liées à l'énergie, estimées à 605 Mt, la situent loin devant la Grande-Bretagne (321 Mt), l'Italie (286 Mt) et la France (251 Mt), qui la suivent dans le classement. Les émissions allemandes représentent 23,7 % du total de celles de l'Union européenne et 1,9 % du total mondial. Elles ont reculé de 40 % depuis 1990, en particulier en 2019 (–7,2 %) et 2020 (–11,2 %).
Alors que les confinements avaient permis à l'Allemagne de respecter in extremis ses objectifs de réduction de ses émissions de CO2 en 2020, les émissions de gaz à effet de serre ont augmenté de 4,5 % en 2021 à 762 Mt contre 729 Mt en 2020, selon le rapport d'étape du ministère de l'Économie et du Climat. Les émissions du secteur de la production d'énergie ont bondi de 12,4 % à 247 Mt, car les énergies renouvelables n'ont représenté que 41 % de la production d'électricité, faute de vent ; la flambée des prix du gaz a rendu le charbon plus attractif. Les émissions de l'industrie ont progressé de 5,5 % à 181 Mt, celles du bâtiment ont baissé de 3,3 % et celles des transports de 1,2 %.
Voici l'ensemble des émissions de tous les gaz à effet de serre et de l'ensemble des secteurs :
| En Mt CO2-équivalent                                                                          | 1990  | %    | 2000  | %    | 2010 | %    | 2018 | 2019p | % 2019 | 2020e |
| --------------------------------------------------------------------------------------------- | ----- | ---- | ----- | ---- | ---- | ---- | ---- | ----- | ------ | ----- |
| Dioxyde de carbone (CO2)                                                                      | 1 052 | 84,3 | 900   | 86,3 | 833  | 88,4 | 754  | 711   | 87,8   | 644   |
| Méthane (CH4)                                                                                 | 120   | 9,4  | 87    | 8,3  | 58   | 6,2  | 51   | 49    | 6,0    | 48    |
| Protoxyde d'azote (N2O)                                                                       | 65    | 5,2  | 43    | 4,1  | 37   | 3,9  | 36   | 35    | 4,3    | 34    |
| Autres                                                                                        | 13    | 1,1  | 20    | 1,9  | 14   | 1,5  | 15   | 14    | 1,7    |       |
| Total                                                                                         | 1 249 | 100  | 1 043 | 100  | 942  | 100  | 856  | 810   | 100    |       |
| Énergie                                                                                       | 1037  | 88,4 | 870   | 83,4 | 801  | 85,1 | 720  | 677   | 83,6   |       |
| Procédés industriels                                                                          | 97    | 7,8  | 78    | 7,5  | 63   | 6,6  | 63   | 61    | 7,5    |       |
| Agriculture                                                                                   | 76    | 6,1  | 66    | 6,3  | 63   | 6,6  | 62   | 62    | 7,7    |       |
| Déchets                                                                                       | 38    | 3,0  | 28    | 2,7  | 15   | 1,5  | 10   | 9     | 1,1    | 9     |
| Foresterie et CAS*                                                                            | -25   | -2,0 | -21   | -2,0 | -10  | -1,1 | -18  | -16   | -2,0   | -16   |
| * CAS : changement d'affectation des sols ; 2019p : provisoire ; 2020e : première estimation. |       |      |       |      |      |      |      |       |        |       |

Les émissions de gaz à effet de serre ont diminué de 35 % entre 1990 et 2019 ; cependant, les gains ont été plus rapides pendant les dix premières années : en 2000, il atteignait déjà 16,5 % ; de 2010 à 2019, le gain n'a été que de 14 %. Les gains ont été particulièrement marqués sur le méthane : –58 % en 29 ans. À noter une forte diminution (–76 %) des émissions des ordures (recyclage, récupération du CH4 des décharges, etc.).

### Émissions deCO2
Le graphique qui aurait dû être présenté ici ne peut pas être affiché car il utilise l'ancienne extension Graph, désactivée pour des questions de sécurité. Des indications pour créer un nouveau graphique avec la nouvelle extension Chart sont disponibles ici.

Émissions de CO2 liées à l'énergie des principaux pays européens
Source : BMWE
Selon les estimations d'Agora Energiewende, les émissions de CO2 ont fortement reculé en 2023, à 673 Mt contre 746 Mt en 2022. Cette baisse s'explique principalement par la forte diminution de la production d'électricité à partir de charbon, de 34 % en 2022 à 26 % en 2023, qui résulte de trois facteurs : la baisse de 3,9 % de la consommation d'énergie, du fait de la crise énergétique et des difficultés du secteur industriel, dont les émissions ont diminué de 20 Mt, soit 12 % ; la forte hausse des importations d'électricité, constituée pour moitié d'énergies renouvelables et pour un quart d'énergie nucléaire ; la progression de la part de l'électricité produite à partir des énergies renouvelables de 48 % à 55 %. Par contre, les émissions du logement et du transport ont stagné. Les experts d'Agora Energiewende estiment que seulement 15 % de la baisse des émissions en 2023 a un caractère « durable ». L'Energy Institute les estime à 571,9 Mt en 2023, soit 1,6 % du total mondial et 22,7 % de celui de l'Union européenne.
Selon l'Agence internationale de l'énergie (AIE), les émissions de CO2 par habitant liées à l'énergie en Allemagne s'élèvent à 6,32 tonnes en 2023. En 2022, elles étaient de 7,30 tonnes, 70 % au-dessus de la moyenne mondiale : 4,29 tonnes, contre 4,13 tonnes en France, mais 13,81 tonnes aux États-Unis.
|                                             | 1971  | 1990  | 2023 | Var. 2023/1971 | Var. 2023/1990 | Var. UE27 2023/1990 |
| Émissions/habitant (t CO2)                  | 12,49 | 11,84 | 6,32 | -49,4 %        | -46,6 %        | -39,0 %             |
| Source : Agence internationale de l'énergie |       |       |      |                |                |                     |

| | Émissions 2022 | Part du secteur | Émiss./hab. | Émiss./hab. UE-27 |
| Secteur | Mt CO2         | %               | t CO2/hab.  | t CO2/hab.        |
| Secteur énergie hors élec. | 29,3           | 4,8             | 0,35        | 0,37              |
| Industrie et construction | 189,6          | 31,0            | 2,26        | 1,42              |
| Transport | 146,6          | 24,0            | 1,75        | 1,78              |
| dont transport routier | 137,9          | 22,5            | 1,65        | 1,66              |
| Résidentiel | 153,3          | 25,0            | 1,83        | 1,14              |
| Tertiaire | 83,5           | 13,6            | 1,00        | 0,73              |
| Total | 612,0          | 100             | 7,30        | 5,61              |
| Source : Agence internationale de l'énergie * Après ré-allocation des émissions de la production d'électricité et de chaleur aux secteurs de consommation. |                |                 |             |                   |

Les émissions de CO2 en Allemagne sont largement supérieures à la moyenne européenne, sauf celles du secteur énergétique et celles des transports. Les émissions allemandes sont particulièrement élevées dans l'industrie, mais aussi dans le résidentiel et le tertiaire.

Selon les estimations d'octobre 2017 du ministère de l'Environnement, l'Allemagne ne pourra pas atteindre ses objectifs de réduction d'émissions de CO2 de 40 % entre 1990 et 2020. Alors qu'une baisse globale de 34,7 % était prévue dans un rapport en mai 2017, la nouvelle prévision du ministère est comprise entre 31,7 et 32,5 %. Les Verts exigent la fermeture des 20 centrales à charbon allemandes les plus polluantes d'ici 2020.
Pour les émissions de CO2, le ministère fournit des données détaillées, issues de l'Office fédéral de l'Environnement (Umweltbundesamt) :
| En Mt                                                                                           | 1990 | %    | 2000 | %    | 2010 | %    | 2018 | 2019p | % 2019 | 2020e |
| ----------------------------------------------------------------------------------------------- | ---- | ---- | ---- | ---- | ---- | ---- | ---- | ----- | ------ | ----- |
| Total CO2                                                                                       | 1031 | 100  | 877  | 100  | 820  | 100  | 732  | 692   | 100    | 625   |
| Transport                                                                                       | 162  | 15,7 | 181  | 20,6 | 153  | 18,7 | 162  | 163   | 23,6   |       |
| Ménages                                                                                         | 129  | 12,5 | 118  | 13,5 | 105  | 12,9 | 85   | 89    | 12,9   | 90    |
| Professionnels                                                                                  | 64   | 6,2  | 46   | 5,2  | 40   | 4,9  | 30   | 33    | 4,8    | 28    |
| Entreprises manufacturières                                                                     | 185  | 17,9 | 129  | 14,7 | 125  | 15,2 | 125  | 124   | 17,9   | 119   |
| Secteur énergétique                                                                             | 424  | 41,1 | 355  | 40,5 | 352  | 42,9 | 294  | 245   | 35,4   | 211   |
| Agriculture, sylviculture, pêche                                                                | 10   | 1,0  | 6    | 0,7  | 6    | 0,7  | 6    | 6     | 0,9    | 6     |
| Autres émissions liées à l'énergie                                                              | 16   | 1,6  | 5    | 0,6  | 4    | 0,5  | 3    | 3     | 0,4    |       |
| Ss-total émissions CO2 liées à l'énergie                                                        | 990  | 96,0 | 840  | 95,8 | 784  | 95,6 | 704  | 663   | 95,9   |       |
| Process industriels                                                                             | 60   | 5,8  | 57   | 6,5  | 46   | 5,6  | 47   | 46    | 6,7    |       |
| Solvants et divers                                                                              | 3    | 0,3  | 3    | 0,3  | 3    | 0,3  | 3    | 3     | 0,4    |       |
| Foresterie et CAS**                                                                             | -22  | -2,1 | -23  | -2,6 | -13  | -1,6 | -22  | -20   | -2,9   |       |
| * 2019 : provisoire ; 2020 : premières estimations. ** CAS = changement d'affectation des sols. |      |      |      |      |      |      |      |       |        |       |

La prépondérance des émissions du secteur énergétique (pertes de rendement, pertes en ligne, consommations propres du secteur) est massive, mais en baisse : 35 % en 2019 contre 41 % en 1990 ; mais comme il s'agit de pertes techniques inséparables de la consommation finale, il est plus pertinent de les ventiler entre les secteurs utilisateurs ; on obtient alors la répartition suivante : transport 36,6 %, ménages 19,9 %, professionnels 7,3 %, entreprises manufacturières 27,8 %, agriculture 1,3 %.
Les émissions totales de CO2 ont baissé de 33 % en 29 ans. Celles liées à l'énergie (96 % du total) ont également baissé de 33 %. Les progrès ont été plus rapides chez les professionnels : –48 % ; les entreprises manufacturières sont dans la moyenne : –33 %, mais une part importante de cette dernière baisse provient des délocalisations ; les ménages (résidentiel) ont baissé de 31 % ; par contre, les transports ont accru leurs émissions : +0,6 %, si bien que leur part dans le total passe de 15,7 % à 23,6 % ; cependant, après avoir culminé à 184 Mt CO2 (21,4 % du total) en 1999, leurs émissions ont baissé de 11,3 % en 20 ans ; l'amélioration des moteurs, l'allègement des carrosseries et les primes à la casse ont donc été efficaces, mais ont été en partie compensés par l'accroissement du parc.
En 2014, les producteurs d'électricité RWE et E.ON se classaient à la première et à la troisième places des plus gros émetteurs de CO2 européens.

### Pollution atmosphérique
Un rapport publié en juin 2016 par WWF et trois autres ONG avec le soutien de l'Union européenne évalue à 22 900 décès prématurés les impacts de la pollution atmosphérique (particules fines, ozone, dioxyde d'azote) causée par les centrales au charbon de l'Union européenne en 2013, un bilan comparable à celui des accidents de la route : 26 000 décès. Les centrales allemandes ont été responsables de 4 350 décès, dont 2 500 décès dans les pays voisins ; l'impact le plus élevé dû à des centrales étrangères est celui de la France : 1 200 décès causés surtout par les centrales allemandes (490 décès) et britanniques (350 décès).